# Камчик (Одесская область)

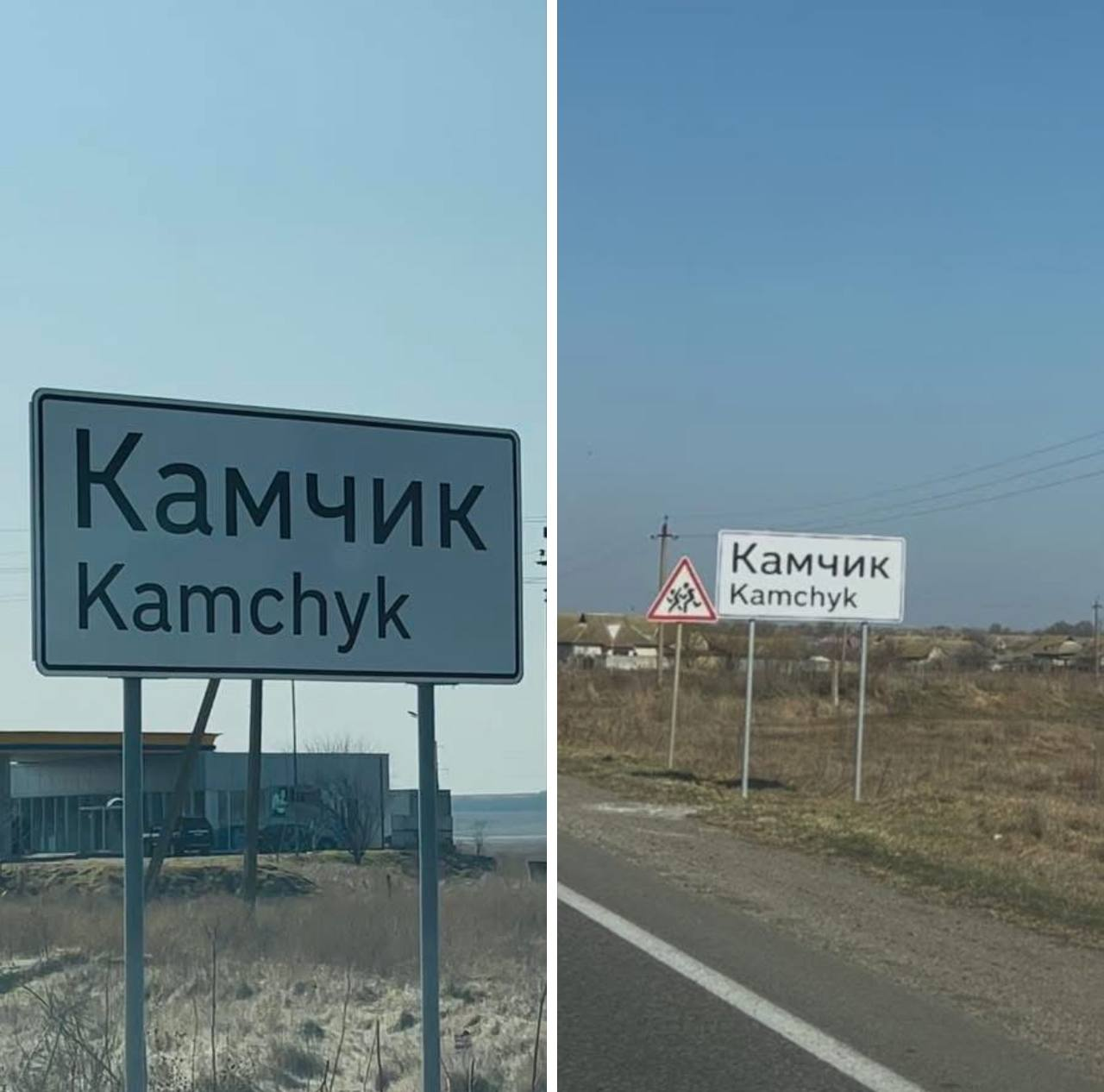
с.Камчик 23.02.2025

Камчик (укр. Камчик; до 2024 года — Заря) — село в Саратской территориальной громаде Одесской области государства Украина. 

## География

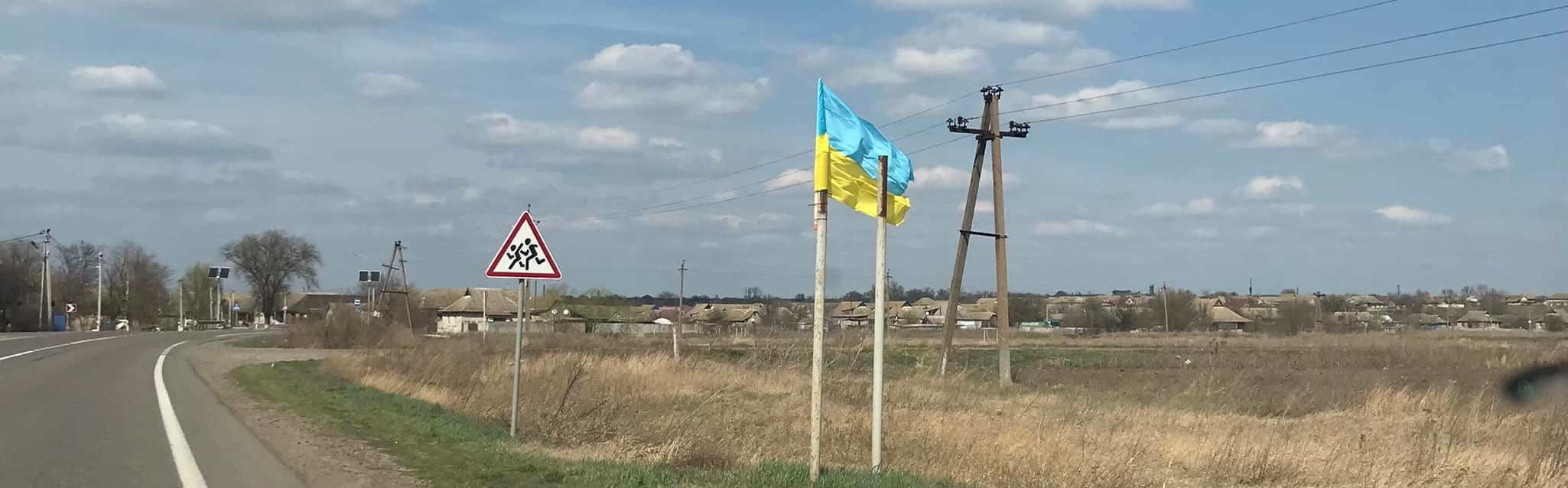
Камчик, 2022

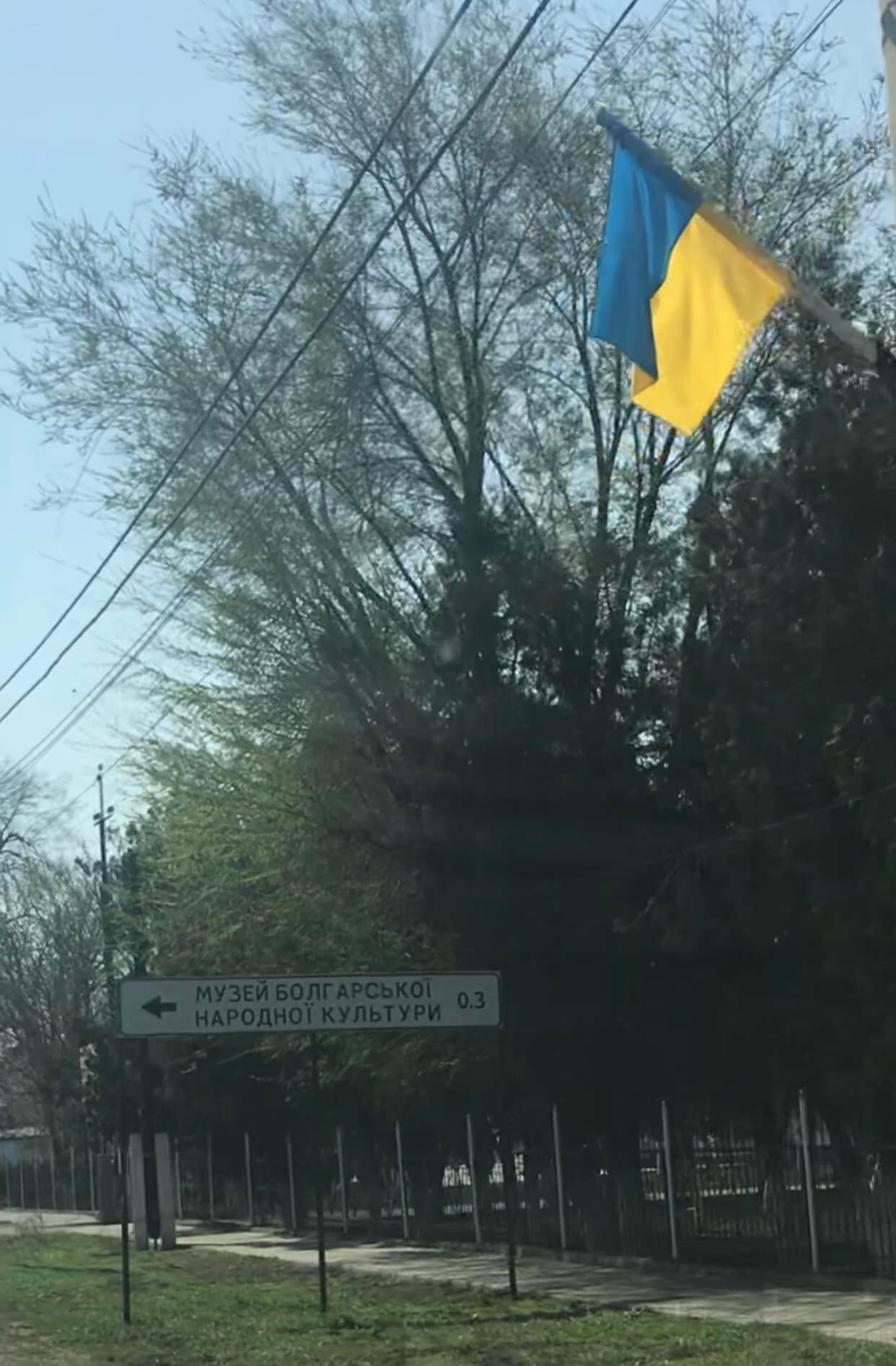
Музей болгарской культуры с.Камчик

Село Камчик расположено в долине, от левого берега реки Сараты, впадающей в озеро Сасик (Сасык, Кундук), на автодороге Одесса — Рени, в 3 км от районного центра и железнодорожной станции Сарата. На севере граничит с поселком Сарата, на юге с селом Михайловка, на востоке с Кулевчей и на западе с Новоселовкой. Находится в 2 км от железнодорожной станции п. Сарата, в 120 км от областного центра города Одессы.
Население — 5020 человек по состоянию на 1.12.2009 г.
Насчитывается 1725 дворов.
Плотность населения — 1300 чел./км².

## История
После русско-турецкой войны началось второе массовое переселение болгар в Бессарабию. Среди них были и будущие основатели села Камчик. 
Выехали болгары будущего села Камчик в Буджак, когда все земли так называемого Управления (попечительства) бессарабских болгар были уже заняты другими их соплеменниками. Российская власть разрешила им поселиться на бывших казенных землях в Аккерманском уезде, на которых, после изгнания ногайских татар, никто не проживал. Будущие основатели Камчика расположились на ровном участке у реки Сарата, напоминающая им родную реку Камчия. Здесь они остановились осенью 1830 года и, до наступления холодов, успели справить земляные времянки. В Буджак переселенцы добрались на своих подводах с лошадьми (родное название телеги по болгарски — каруца) со своим зерном, скотом, орудиями труда. Весной 1831 года начали основательно обустраиваться и развивать сельское хозяйство. Был заложен большой фруктовый сад.
Особенность основания села проявляется в том, что если другие болгарские села, ровесники с. Камчик (например, с. Кулевча) практически основаны жителями одного какого-то болгарского селения, то с. Камчик — представителями ряда сел, расположенных вдоль реки Камчия в Болгарии. Указом российского царя селу в 1832 году, наряду с другими названий новых колоний, утверждено название села — Камчик, которое на сходке было избрано и согласовано основателями села в память о своих родных мест у реки Камчия.
Как и другие переселенцы, камчикцы получили статус иностранных колонистов — особого разряда крестьянского сословия России, где сельский приказ подчинялся старосте округа. Первые семейства основателей Камчика с фамилиями Арнаут, Аргир, Атанасов, Богданов, Боев, Буюклиев, Влаев, Владов, Выкрест, Волков, Ганев, Георгиев, Грозов, Желев, Иванов, Златев, Куртев и другие. Согласно «Ревизской сказки» (переписи от 1835 года), число жителей составляло 310 душ: 149 мужского пола и 161 — женского. Некоторые семейства переселились в Камчик позднее. К примеру, в 1838 году в Камчик приехала семья Митител из Катаржино, в 1841-м — Буюкли из Главан, из Тараклии — Сулаковы, Димитриевы, Тропанец, Тодоровы, Мокан. В 1848 г. функционировал первый храм (деревянный молитвенный дом), школа. За 18 лет все семьи построили дома, село увеличилось, выросли сады, и в тот год переселились в Камчик ещё несколько семейств, такие как— Златовы, Чикликчи (Чиканчи) из Чумлекой, Ивановы — из Паркан и др.
В архивных метрических документах видно многообразие болгарских имен как мужских, так и женских, которые после установления советского режима на протяжении 50 лет почти исчезли в Камчике. Среди женских — Добра, Цона, Иордана, Стояна, Нейка, Куна, Неделя, Руса, Яна, Кера, среди мужских — Тодор, Яни, Влайо, Желю, Аргир, Господин, Танчо, Райко, Стое, Минчо, Владо, Бойо, Златю.
Камчицкие колонисты, как и другие в тот период прибывшие переселенцы Буджака, освобождались от некоторых налогов, воинской повинности, им предоставлялось право свободного перехода в другие сословия. Для этих колоний важным было выделение им земли и определение размеров посемейного надела. Камчику выделено было 5627 десятин, что и решило желание колонии далее оставаться и развиваться в Буджакской степи. Численность населения росла: в 1848 г. — 464 жителя, в 1871 г. — 1119, в начале 20 века — 3117 душ. Новые жители Буджакской степи обрабатывали землю, выращивали пшеницу, овощи, виноградники, разводили овец, ткали сукно, полотно, выделывали кожу, на выходные ходили в церковь, а по праздникам на площади у храма танцевали хоро.

В 1842 году было открыто одноклассное училище, которое содержалось на средства сельского приказа. В конце 19 века в селе существовали уже две школы: министерская и земская, а также церковная — для девочек. В Камчике и соседнем селе Кулевча (также основанное в 1830 г. болгарами) открыли двери для учащихся в один и тот же день — 10 февраля 1842 г.. Дети обучались следующим предметам: чтение, чистописание, первые четыре правила арифметики (сложение, вычитание, умножение и деление), Закон Божий и Краткая священная история. Последние два предмета в Камчике и Кулевче преподавал священник Эммануил Варзопов (дедушка будущего настоятеля Гавриила Варзопова, чья могила находится в ограде Свято-Троицкого храма села Камчик). Обучение велось только на русском языке. Священником Эммануилом Варзоповым преподавался Закон Божий на церковнославянском языке. 

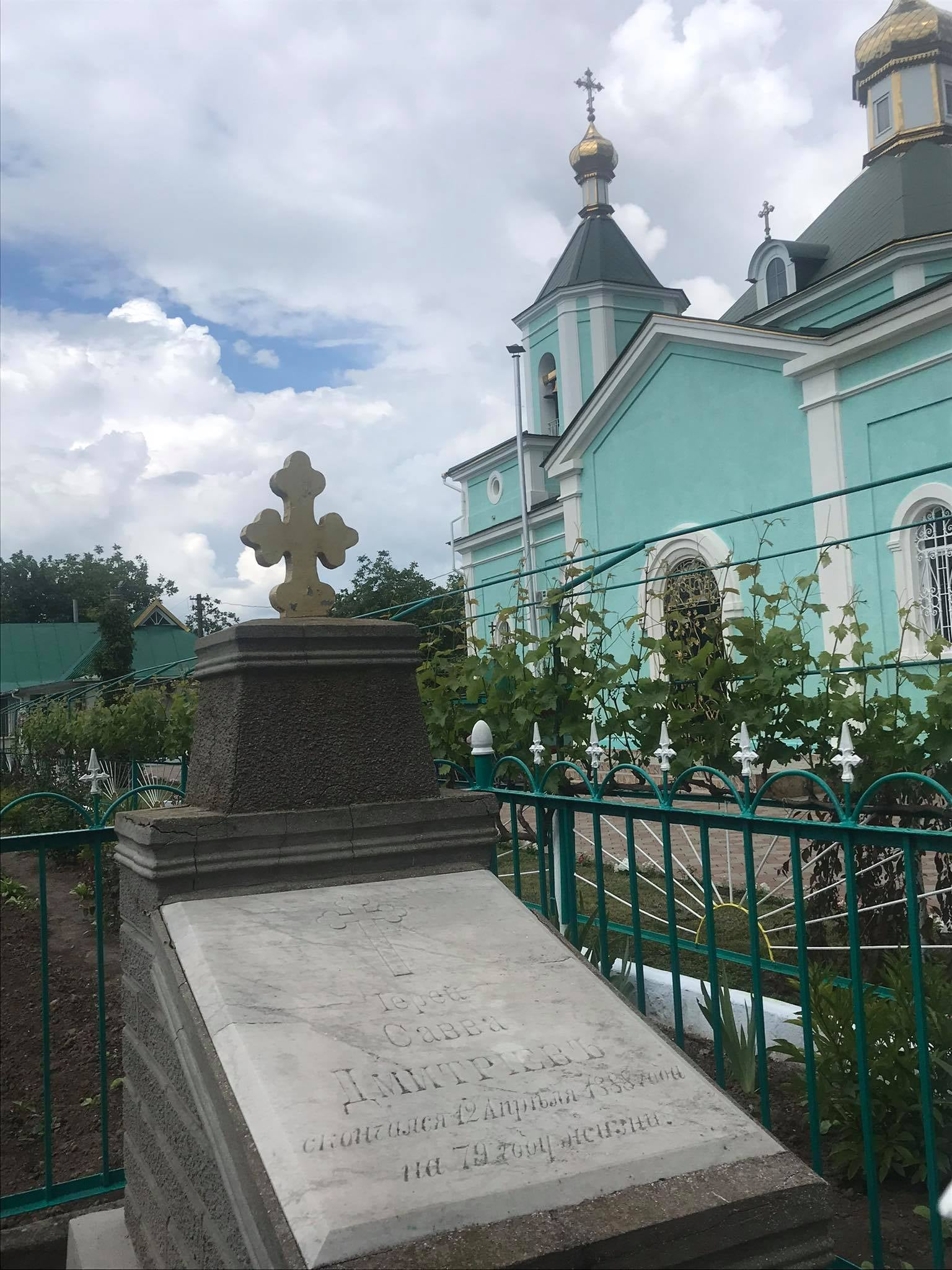
Священник Савва Димитриев, при ком построилась на средства камчикцев Свято-Троицкая церковь в 1871 году.

Родители отправляли своих детей в школу на добровольных началах. К тому же, в период полевых работ дети часто вместе с родителями трудились в поле. Поэтому их количественный состав в разное время варьировал. Так, согласно источникам, в 1846 г. в Камчике обучалось 30 мальчиков, из которых 15 были записаны в качестве учеников начиная с указанного года.
В 1871 году в Камчике был воздвигнут храм на финансы общины, посвященный Святой Троице. Церковь была построена на месте деревянного молитвенного дома, первым священником которого был Эммануил Варзопов. Первым же священником Свято-Троицкой церкви — Савва Димитриев, под организацией которого и строилась церковь. Отче Савва обучал детей «Закону Божьему» на протяжении 40 лет. Погребен священник Савва Димитриев во дворе церкви.

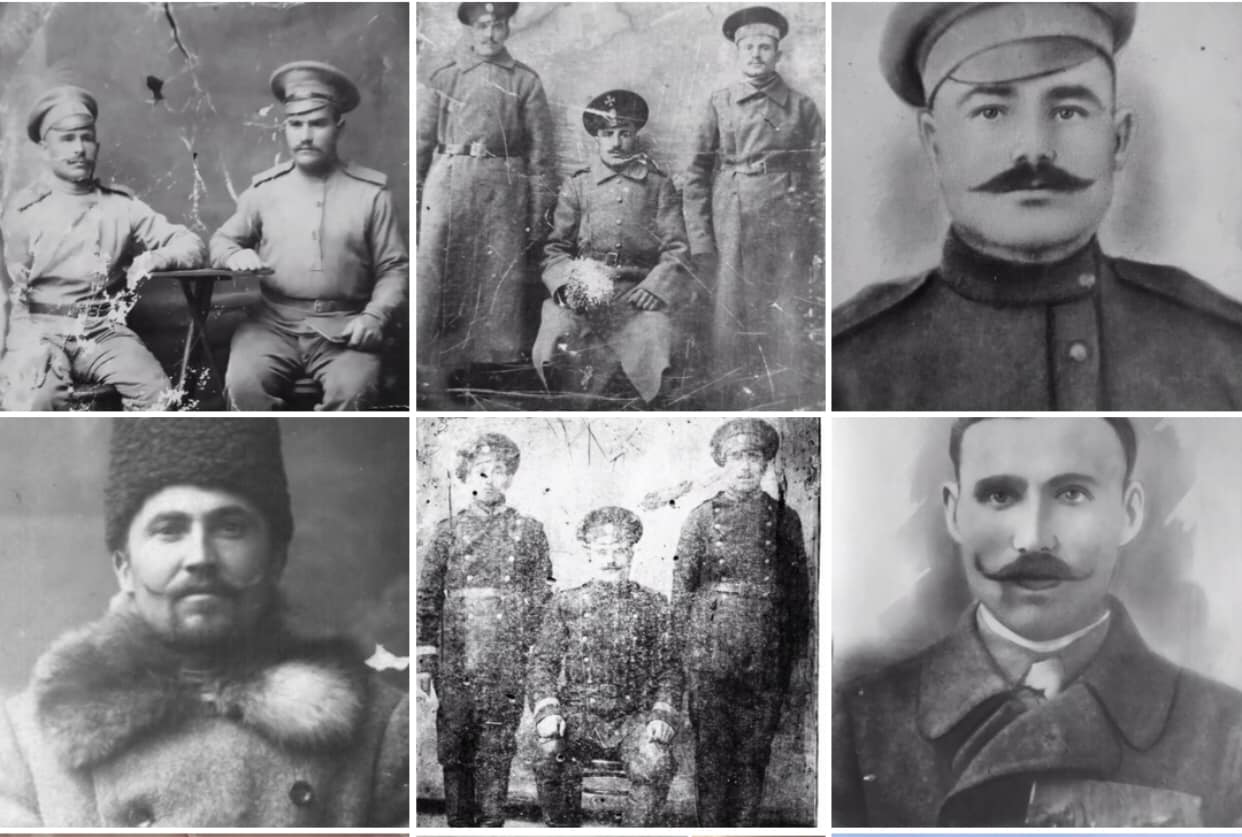
Камчицкие участники ПМВ 1914-18

В 1872 г. было упразднено Болгарское водворение в Бессарабии, болгарские колонии были переданы в ведение общих учреждений, село территориально вошло в Аккерманский уезд. С селян был снят статус колонистов и, начиная с этого времени, они на общих основаниях облагались налогами, призывались в русскую армию. Большие бедствия и страдания выпали и на долю жителей с. Камчик в годы первой мировой войны (1914—1918 гг.). Около 400 человек (точно установлены198 фамилий) были мобилизованы в русскую армию на русско-германский фронт, многие из которых погибли. Перед уходом на фронт камчикцкими воинами была подарена церкви икона , хранящаяся в храме до настоящего времени. 
В 1918 году после большевицкой революции, камчицкие солдаты, увидев, как красноармейцы расправляются с лучшим составом царской армии, с белыми офицерами, начали бежать в Бессарабию.  В 1918 г. в Одессе большевики победили УНР, ее и большую часть Украины оккупировали красноармейцы. Бессарабский парламент Сфатул Цэрий вынужденно решил для Бессарабии войти в состав Королевской Румынии. Румынской властью после зачистки Бессарабии от большевиков был введен военный режим с применением мер по поимке коммунистов , агентов Румчероида и так называемых симпатизирующих советской власти.
В 1940 г. после первой оккупации Бессарабии советским режимом, с 28 июня советскими органами осуждены к расстрелу участники, подавляющие эту советскую спецоперацию в 1924 г., а также участники поимки в 1923 г. в Камчицкой школе несостоявшегося участника этого так названного «Татарбунарского восстания».

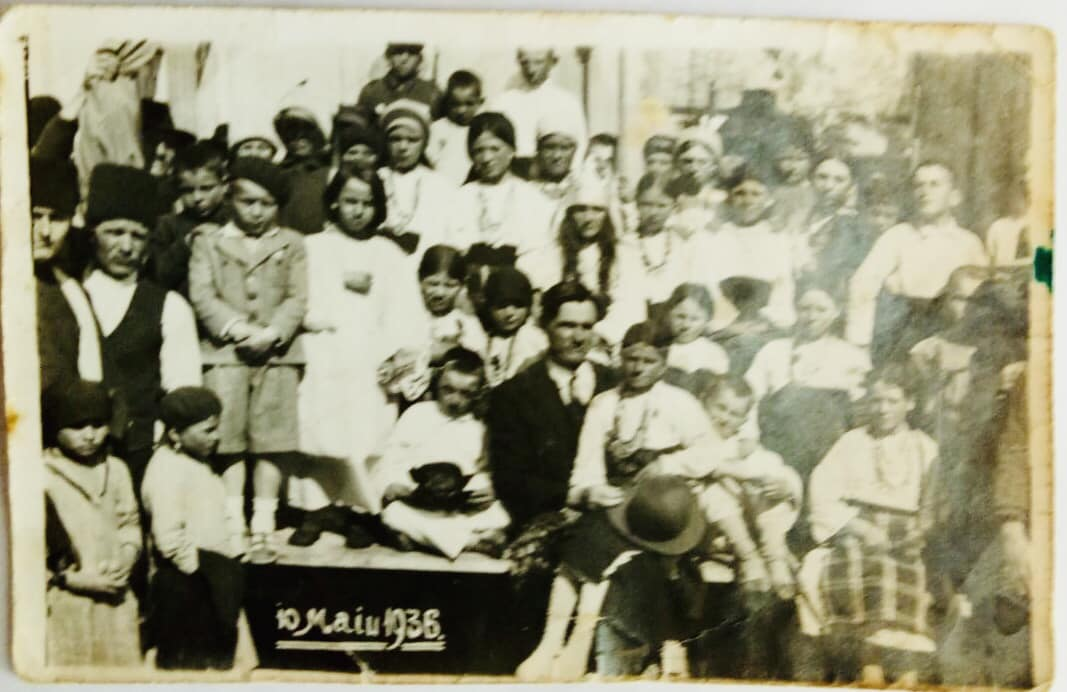
Камчицкая школа, 1936 г., директор домнул Аеленей.

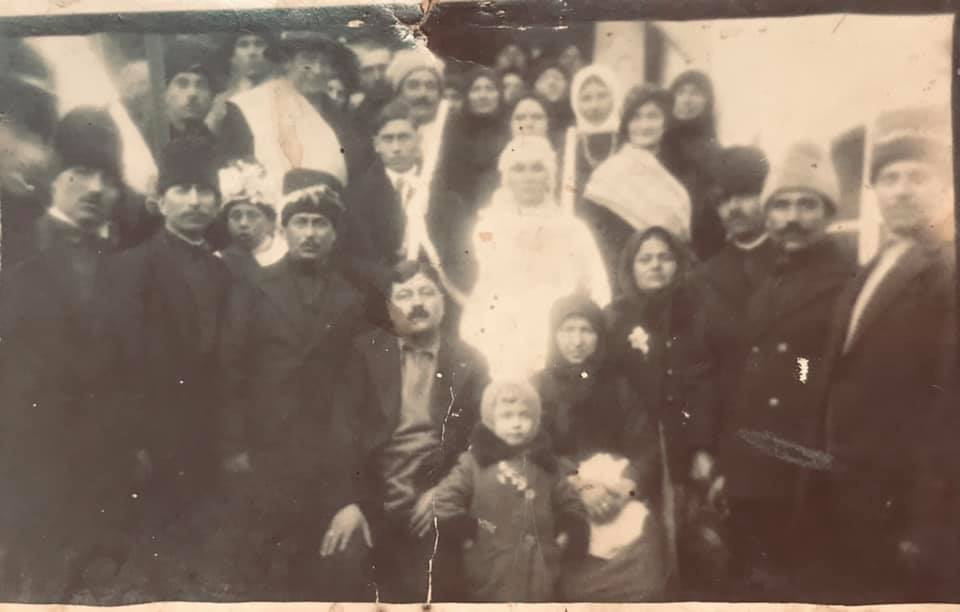
Примар с. Камчик Влаев И. В., свадьба дочери, 1936 г.

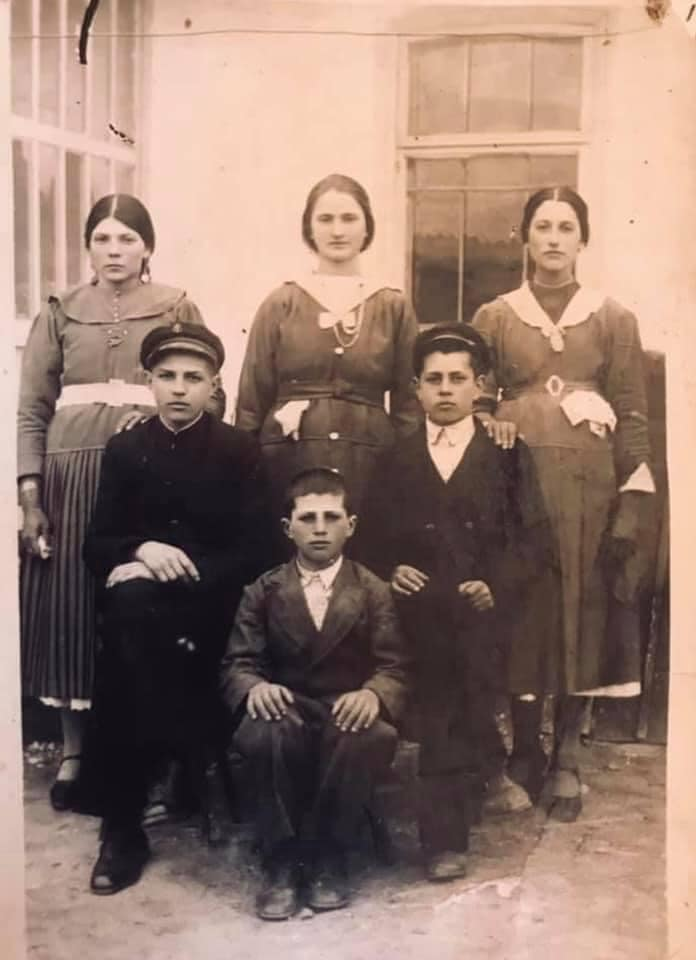
Камчицкие дети 1936

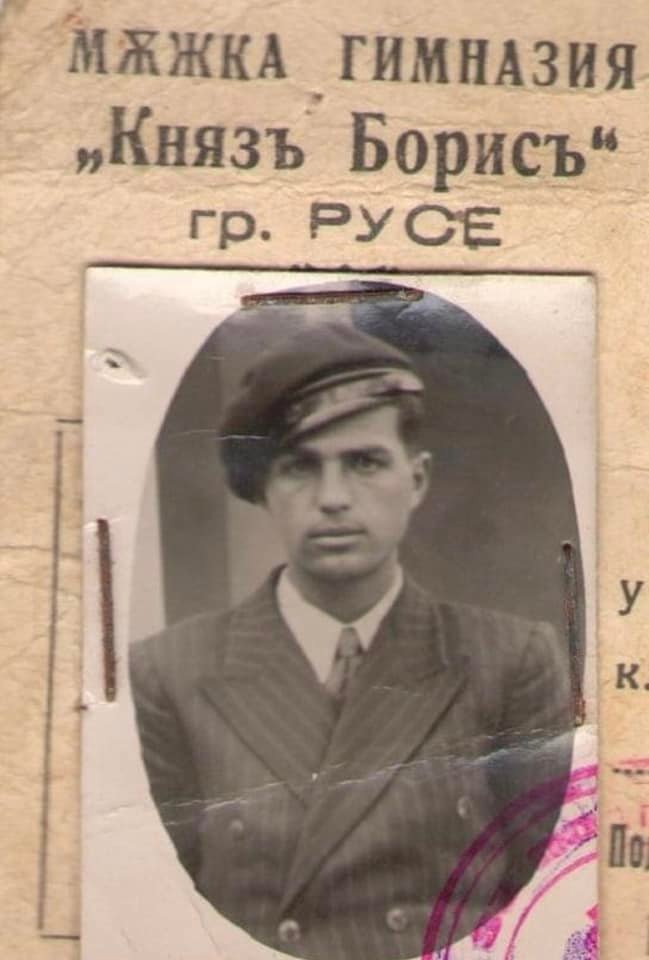
Арнаутов И. П., г. Русе

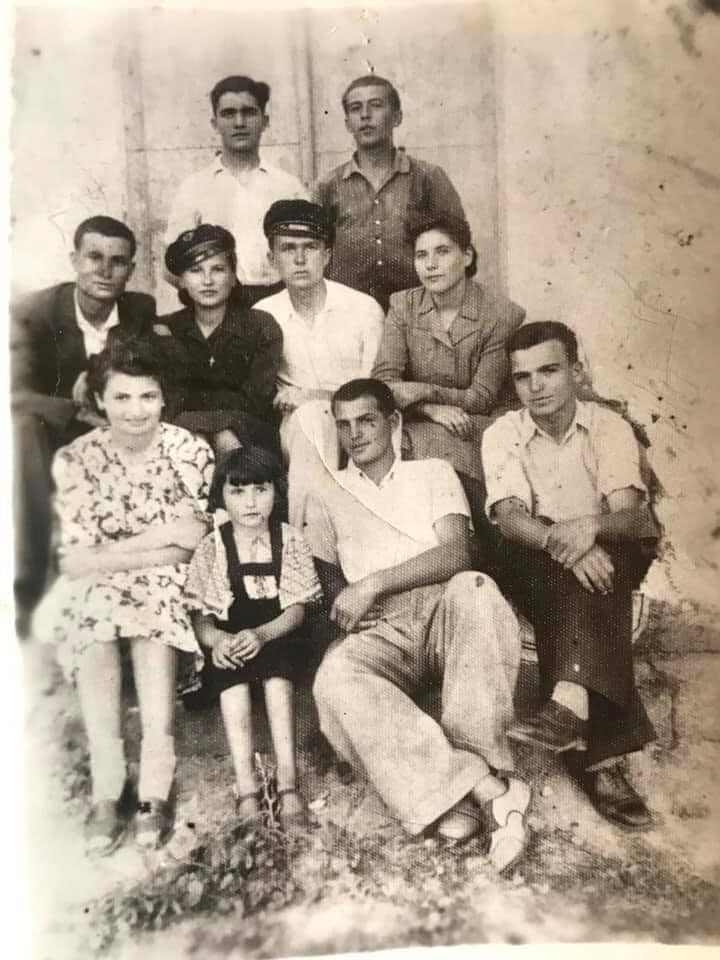
Камчицкая молодежь, фото 1942

Согласно преступному договору от 23 августа 1939 г. и преступному секретному протоколу пакта Риббентропа -Молотова между двумя тоталитарными режимами, развязавшие Вторую мировую войну, СССР и Германией, в 1940 году 28 июня Бессарабия была оккупирована войсками красной армии. После установления советского тоталитарного режима СССР новые власти сразу в первый день начались действия по коллективизации, национализации земли и репрессии неугодных.
За год репрессировали бывших примаров с. Камчик и работников примарии, учителей, авторитетных людей, которые могли оказать сопротивление советской власти, объединив людей в Бессарабии против тоталитарного режима СССР. Священник с. Камчик Павел Балжаларский успел выехать со всей семьей в Румынию, спасаясь от репрессии. Выехали также директор школы Аеленей с женой учительницей Варзоповой , налоговый инспектор Златов (Руссу) с семьей и др. семьи, которые наслышаны были про советский «рай» и успели выехать до 28 июня 1940 г..
В 1940-41 гг. советским режимом отправлены в ГУЛАГ навсегда примар Георгиев Ф. И. (семья депортирована), осуждены к высшей мере наказания (расстрелу) примар Влаев И. В., примар Иванов И. С., Буюкли П. , налоговой инспектор Буюкли З. И., осуждены секретарь примарии Стафидов И. А., учителя Иванов В. С. (убит в тюрьме), Тодоров Д.Д , увезены навсегда в лагеря Сибири Богданов К. Д , 1903 г.р., Златов С. Ф. (17 лет), Куртов Д. Д. (22 года) и многие др. камчикцы, фамилии которых коммунистическая власть навсегда стерла с истории села.
В 1941 г. 23 июля во время Второй мировой войны, через месяц как Германия напала на СССР, после эвакуации из Бессарабии красной армии с советским партактивом, в Бессарабии восстановилась румынская власть, но под руководством уже Антонеску, возглавивший режим военной Румынии (Румыния вошла в коалицию с Германией против СССР).
В первый день, когда вошла румынская армия в Камчик, румынскими солдатами и местными жителями были окружены четверо красноармейцев, скрывавшиеся в огороде Арнаутова Д. Н. (на нижней улице). Один из советских солдат начал отстреливаться, кинув гранату, после чего был в ответ застрелен и погребен на местном кладбище, остальные трое увезены в плен румынской армией. В 1944 г. после второй оккупации Бессарабии за этот случай советскими органами будут осуждены камчикцы к 25 г. итл.
Румынской сигуранцей были арестованы и осуждены на год-полтора некоторые из оставшихся в селе ястребков (советские активисты, принимавшие участие в 1940-41 г. в репрессиях). До этого они эвакуировались с красной армией и советскими органами, но по дороге были схвачены немцами в плен и отпущены домой как бессарабцы, когда примар Камчика на запрос отправил подтверждение о их камчицком происхождении. По прибытию домой, были вызваны в примарию, где их побили, но оставили жить дома и даже взяли их на поруки от румынских репрессии (с первого дня второй оккупации Бессарабии советским режимом в августе 1944 года эти же мерзавцы давали показания уже против репрессированных, которые их же спасли в 1941 г. от расстрела румынскими жандармами, когда такие же советские активисты во многих селах Бессарабии не были оставлены в живых).
Румынскими жандармами в конце июля 1941 г. была арестована семья камчицких евреев Герцензон (чья родственница в г. Галаце была известна сигуранце как коммунистка-подпольщица), семью увезли в Сарату, через 10 дней в Аккерман, и, по источникам базы жертв Шоа, во время холокоста была убита нацистами вместе с другими арестованными евреями. Другие камчицкие еврейские семьи ещё в 1940-41 гг. были выселены советскими органами в Казахстан после раскулачивания. Еврейские семьи в Камчике содержали шинки (магазин) и корчму (закусочная).
Во время войны мужское население Камчика не было мобилизовано в румынскую армию, часть мужчин отправлена была на трудовой фронт в Румынию (кунчетралия). Остальные камчикцы занимались на протяжении всей войны дома на своей земле сельским хозяйством, платили налоги в виде хлеба и мяса, работали на жд в Сарате и на ремонте шоссе участка Байрамча.
В августе 1941 г. с румынской властью в Камчик вернулись священник и директор школы с семьями, церковь и учёба в школе перешли снова на румынский язык (после годичной руссофикации советским режимом), возобновились кружки, театр, заработали частные шинки, корчма (магазины, закусочные), национализированная советами за год земля (часть которую раздали местным советским активистам) обратно стала обрабатываться собственниками землевладельцами. В 1942 г. в селе отмечалось 4 622 человек, из которых 2 409 составляли лица мужского и 2 213 женского пола. По национальному признаку болгары составляли большинство — 4 525 человек, затем следовали русские — 58, цыгане — 29 и румыны 10.
23 августа 1944 года после капитуляции Румынии (ареста Антонеску) и Ясско-Кишиневской операции, когда советская армия зачистила Бессарабию от нацистов, вновь восстановился советский сталинский режим. С каждого двора советские органы мобилизовали камчикцев на трудовой фронт и на предприятия Донбасса, Урала, начались массовые репрессии.

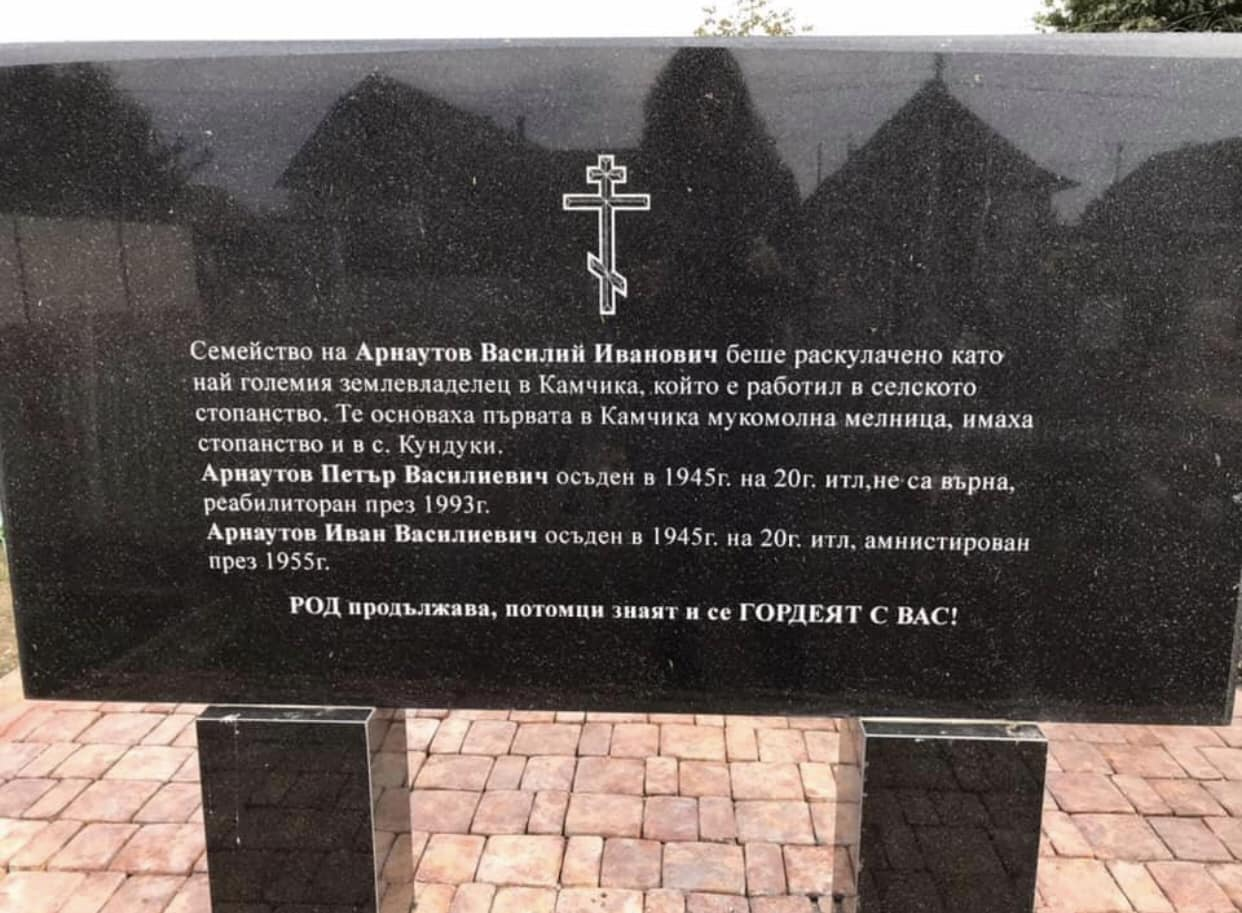
Нет прощения советскому тоталитарному коммунистическому режиму оккупантов. Царство небесное всем пострадавшим от советских палачей.

30 августа 1944 г. ночью чёрной воронкой НКВД был увезен в ГУЛАГ известный всей Бессарабии успешный землевладелец Арнаутов П. В., осудив его тройкой в Аккермане без сторон обвинения и защиты к 25 г. итл. , без права на пересмотр дела, с конфискацией имущества (24 июля 1946 г. Арнаутов П. В. в возрасте 50 лет был убит в лагере Кемеровской обл.). В тот же время был арестован и его родной брат примар Арнаутов И. В., приговорив его к 20 г. итл. (амнистирован в 1957 г.)
Осуждены Златов В.Д, (не вернулся), Влаев И. В. (убит в 1949 г. в тюрьме) , Тропанец Д. Т. к 25 г. итл, учитель Иванов В. М. (умер в тюрьме в 1950). Советская власть с ястребками жестко проводили политику по коллективизации с реквизицией зерна у населения, установили нереальные планы по хлебозаготовкам и довели до голодомора, люди пухли и умирали. Известны случаи в Камчике об умерших целых семьях, также известен случай каннибализма из-за сумашедствия женщины от голода.
В 1944-46 годах из национализированной земли и изъятого имущества репрессированных и раскулаченных семейств были организованы три сельхозартели: им. К. Маркса, им. Энгельса, Искра.
В 1945 году по сталинско-хрущевскому указу от 14.11.1945 г. «О переименовании сел Измаильской области с целью сохранения исторических названий» советская власть отобрала у камчикцев историческое наследие, родное название села — Камчик и переименовала на Заря .

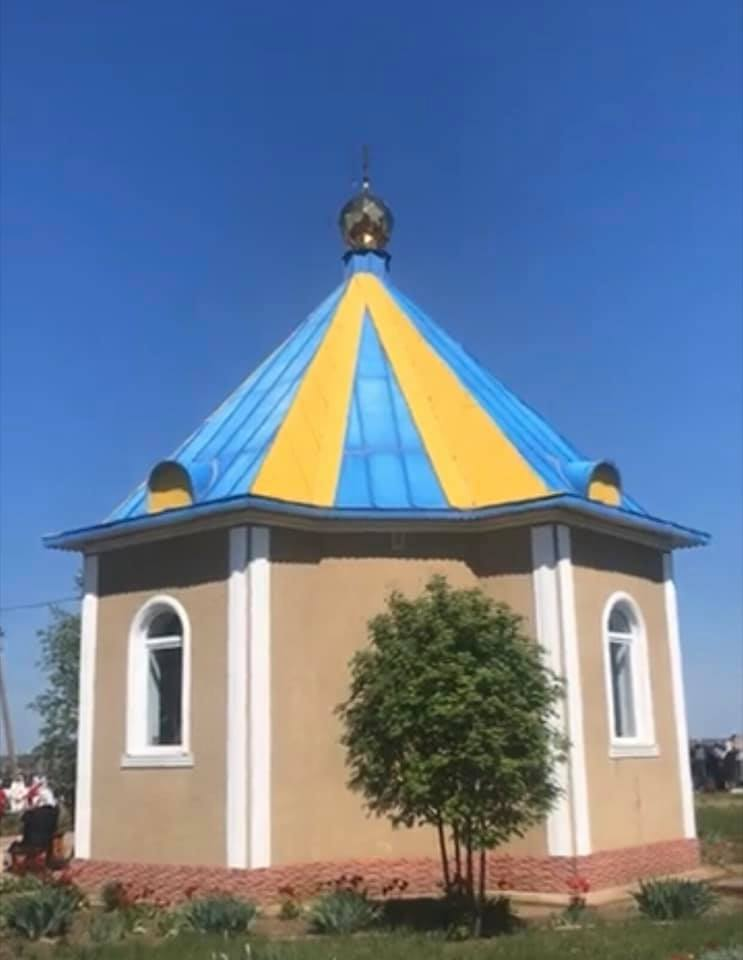
Церковь-капличка на новом кладбище, построенная на средства сына репрессированного советским режимом Георгиева Владимира Андреевича.

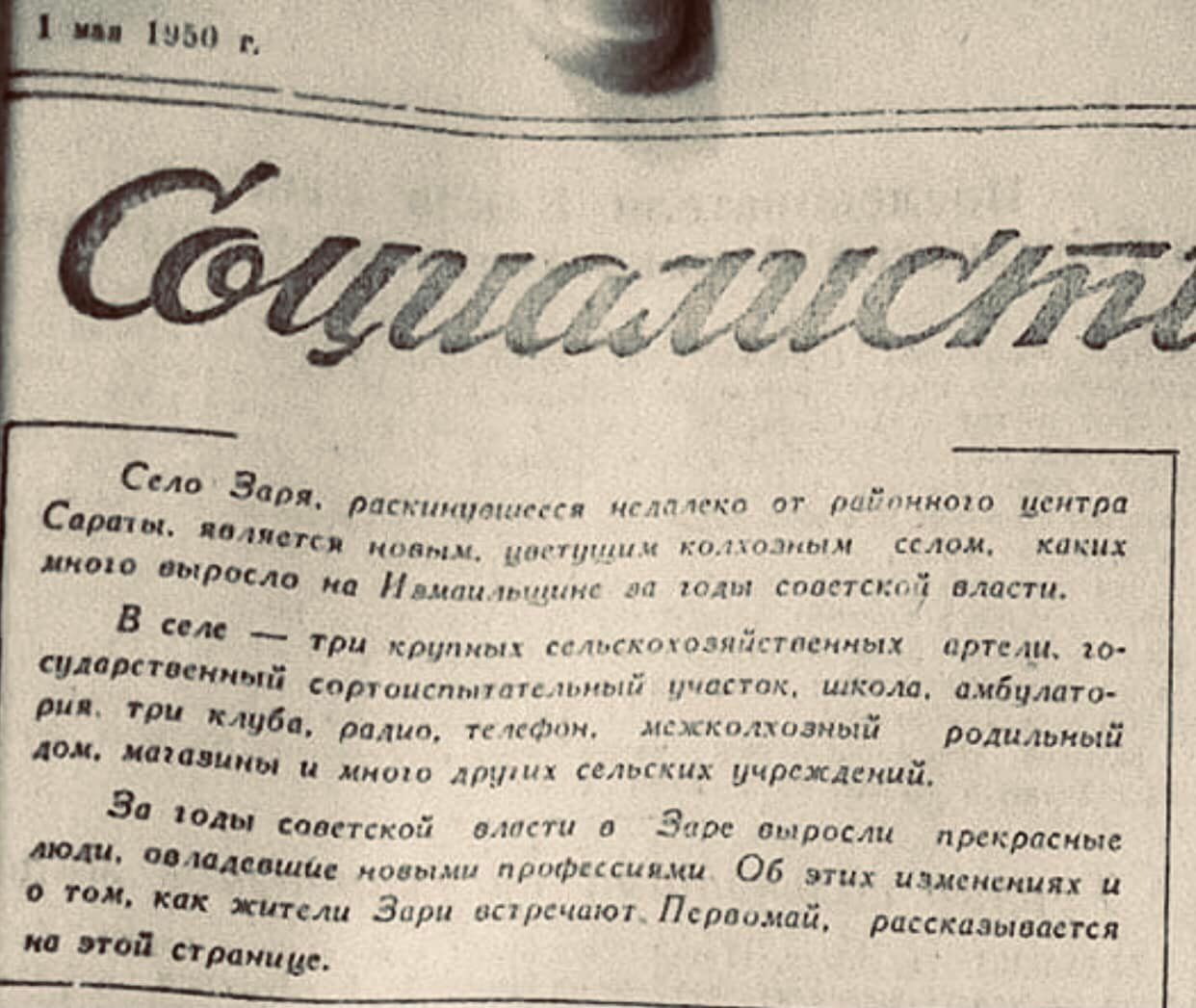
Новое колхозное советское село Заря, газета на праздник «Первомай», 1950 г.

В начале 1950-х советскими органами теперь были осуждены председатели зарянских колхозов, которые выполнили свою функцию перед советским правительством. В 1951 г. к 25 г. итл. приговорен был председатель зарянского сельсовета (1946-50) Кириллов Д. Г., но после кассационного пересмотра был освобождён спустя год со дня ареста.
По справкам-характеристикам наверх за подписью этого председателя и других первых руководителей села Заря при советском режиме были репрессированы многие камчикцы по Закону «о 5 колосках», указу от 04.06.1947 г. и статье «измена родине». Коллега Кирилова Д. Г. по зарянской власти, один из председателей зарянского колхоза «Искра» Колев С. И., свидетель во всех делах против репрессированных, был также осужден на пару лет раньше в 1949 г.. Ранее снят с должности в 1946 г. такой же постоянный свидетель председатель Пейчев А.П (пастух, один их первых председателей при советском режиме). Кирилов со «товарищами» принимал полное участие в реквизициях зерна и конфискации имущества за невыполнение плана по хлебопоставкам, и добивался выполнение плана всеми путями, шантажируя людей и сдавая их советским палачам, за что было вручено зарянскому сельсовету передовое районное красное знамя (1946-50). Кирилову это передовое знамя и борьбу с «кулаками» зачли при рассмотрении кассационной жалобы в 1951 г. при оправдании.

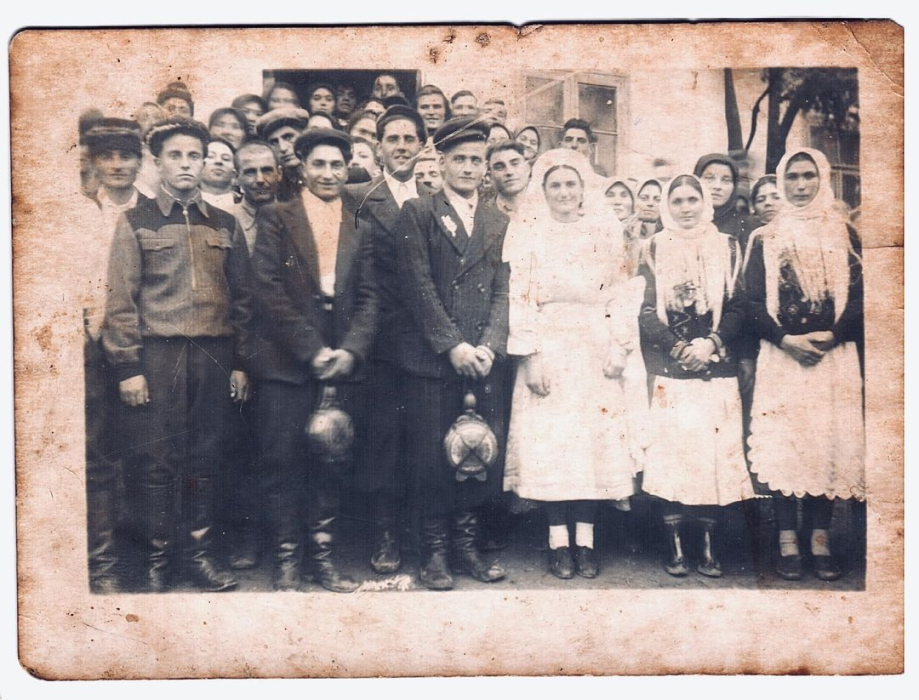
Камчицкая молодежь, 1953 г., (после смерти палача сталина). Свадьба Арнаутова Василия Ивановича, сына репрессированного примара Арнаутова Ивана Васильевича (амнистирован в 1957 г., 13 лет ГУЛАГа)

В 1956 года все три сельхозартели с. Заря объединили в одно хозяйство — в колхоз «Заря». Через три года в состав колхоза «Заря» вошёл Михайловский колхоз, и колхоз «Заря» переименовали на колхоз «Дружба», но вскоре Зарянский и Михайловский колхозы отделились. Благодаря трудолюбию людей, любви к земле и преданности своему селу Камчик, не смотря на страх и нищенское положение, хозяйство колхоза начало развиваться, но только с 1957 года, когда прекратились репрессии и был назначен председателем колхоза впервые порядочный интеллигентный человек — Куцелепа И. Ф.. В тот период церковь Камчика как и в других селах района снова была под угрозой сноса, но камчикцы охраняли свою церковь от уничтожения её коммунистами, не смотря на страх попасть под репрессии. Новый председатель Куцелепа Иван Фокович поддержал камчикцев, тем самым заслужил большое доверие.

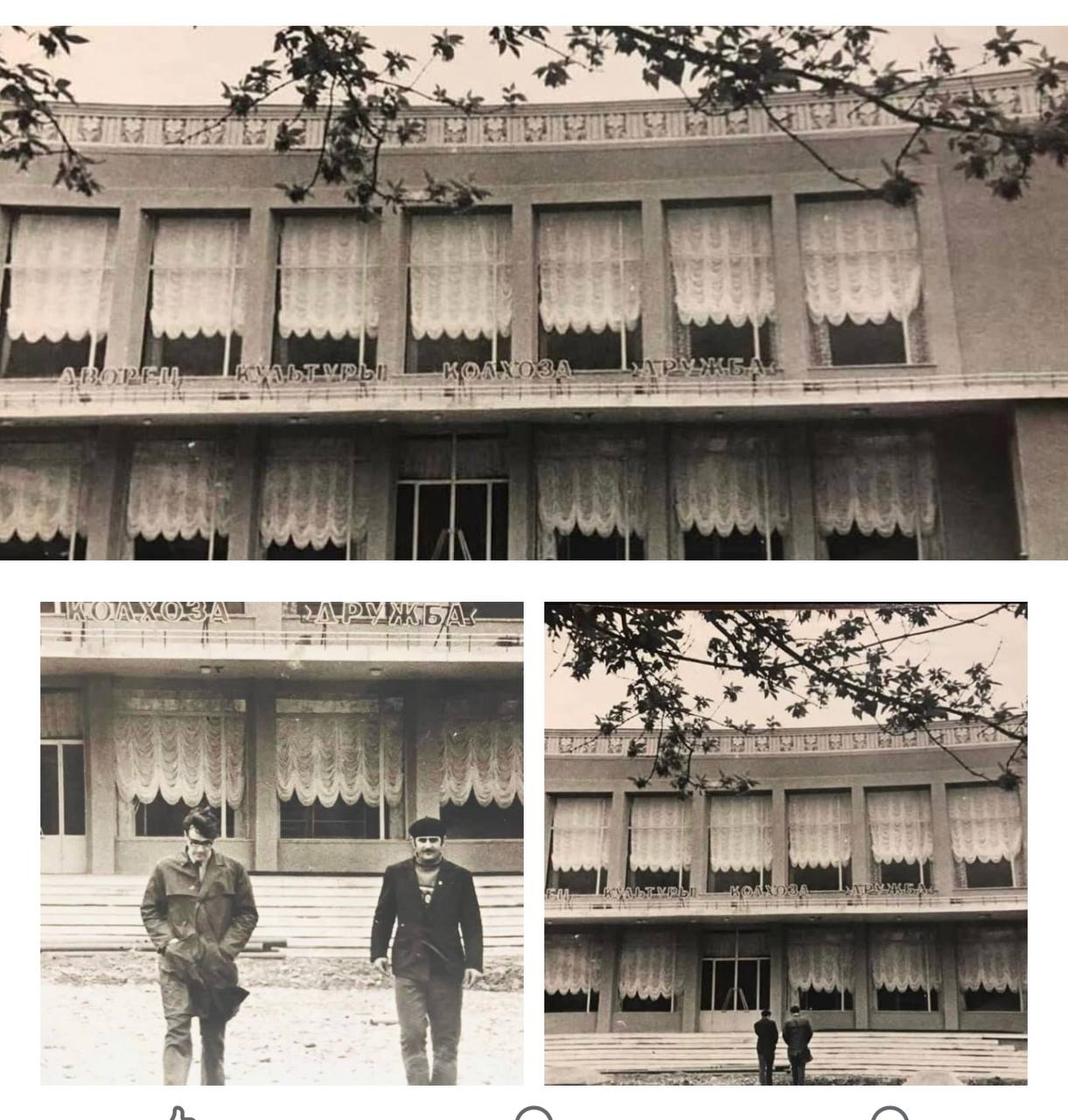
Камчицкий Дом Культуры,, 1972 год за день до открытия

Началось бурное строительство как в частном секторе, так и колхозное строительство росло (животноводческие фермы, мастерские, гаражи), расширялся тракторный и машинный парк и т. д. В конце 60-х годов был построен стадион в центре села и создана футбольная команда, начала работать секция вольной борьбы. 
В 1972 году построен Дом Культуры. Все это дало большой толчок развитию общей культуры селян, их образованности, способствовало тому, чтобы молодежь оставалась в селе. Река Сарата была местом отдыха и встреч с односельчанами. Дети того поколения выросли на речке. Вечером бежали в парк на кино и танцы.

При следующем  руководителе колхоза «Дружба» Боева Ивана Степановича продолжилось развитие села, построилось новое здание школы, детский сад, открылись магазины, были проложены дороги улиц села. Высокая рентабельность колхоза обеспечивала не только благополучие жителей села, но и позволяла расходовать немалые средства на развитие культуры и спорта. 

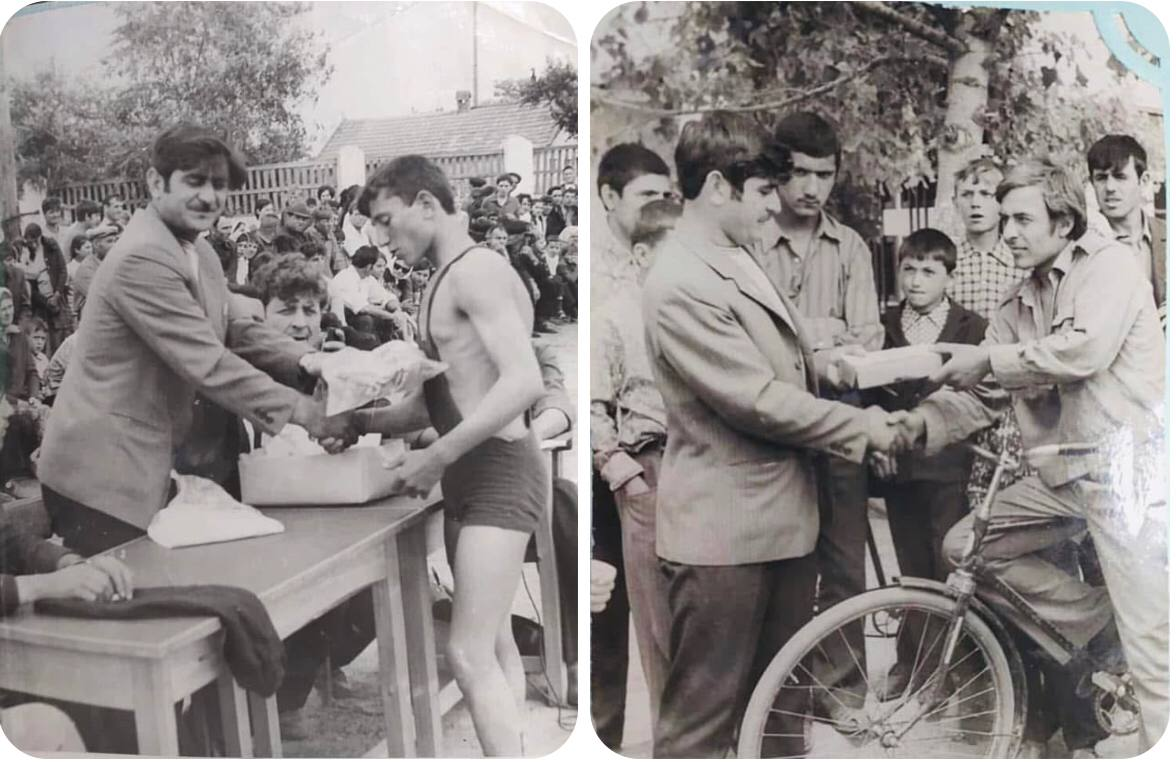
1975 год, день села Камчик на Троицу,награждение спортсменов.

Выделялось много средств для благоустройства села, для развития культуры и спорта. Строили новые дома, перестраивали старые, причем очень быстро, через год, а то и меньше, благодаря «миджиям», молодые семьи справляли новоселье.  Уровень футбола и вольной борьбы вышел за пределы района, футбольная команда принимала участие в областном первенстве, в республиканских турнирах, стала призёром и обладателем кубка области. Борцы выросли в мастера спорта СССР, призёры и участники всесоюзных и республиканских соревнований. 
Широкое развитие получили народное творчество и художественная самодеятельность.  
При доме культуры демонстрировались фильмы для взрослых и детей, созданы кружки художественной самодеятельности, духового оркестра, народного ансамбля песни и танца, кружки по шахматам, шашкам. 
Конечно же , как и во всем СССР, элементы пропаганды идеологии советского режима сопровождались лозунгами и в селе на каждом коммунистическом празднике. Был построен памятник советскому неизвестному солдату в 1970-х. Люди в селе в основном были увлечены заработками и налаживанием комфорта в жизни, своими семьями ярых коммунистов в селе не выросло (за исключением единиц карьеристов), но советскими стали все. Поколение рожденное после войны при советском режиме не знало уже историю своих дедов, не говоря про своих предков и про историю села Камчик. Старое же поколение свыкло молчать под патологическим страхом не выдать что-то лишнее, что могло бы навредить их детям, зная систему тоталитарного режима СССР изначально после советской оккупации Бессарабии и последствия первых десятилетий. Про вернувшихся в 1960-х из депортации и ГУЛАГА выживших камчикцев информация новому поколению зорянцам только одним предложении известна была : " были богаты, потому как враги народа осуждены и высланы" . Про голодомор 1946-47 гг. также одним предложением : "засуха, голод, послевоенная разруха, еды не было и запасов".
Лишь в конце 1989-х и с восстановлением независимости Украины, когда начались массовые реабилитации репрессированных и рассекретили украинские архивы стали известны подробно истории жертв репрессии, депортации и голодомора при советском тоталитарном режиме. Но в селе официально память жертвам советского режима не чтилась до сегодняшнего времени. И после реабилитации всего лишь нескольким потомкам жертв советского режима через суд были возвращены старые дома. Кроме справок о реабилитации, справедливого возмещения людям ни материального, ни морального не было. О голодоморе 1946-47 гг. и про многих именах депортированных и репрессированных впервые напишут в 2003 г. авторы книги "Камчик".

Председателем Боевым И. С. в начале 1990-х был приглашен учитель танцев из Болгарии Иван Русанов и профессор истории Н. Червенков для исследования истории Камчика и написания книги. Вскоре ансамбль болгарских инструментов «Хоро» получил звание народного оркестра. Были организованы детские и юношеские ансамбли песни и пляски и многие другие кружки.

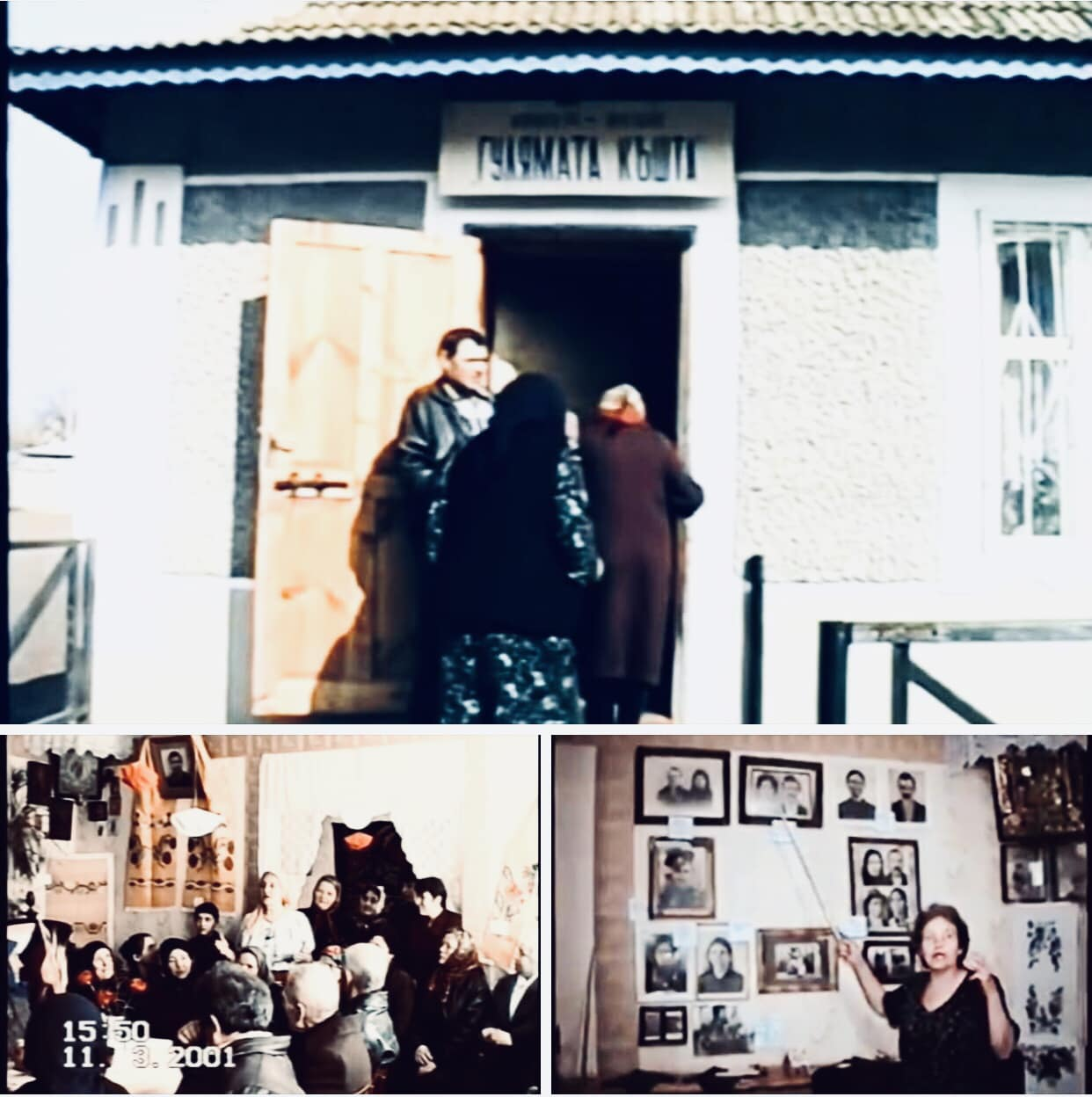
Музей истории с. Камчик и болгарской культуры «Гулямата къща», руководитель Златова В. Н., 2001 г.

После советской «перестройки» с восстановлением независимости Украины с 1991 г. жизнь села тоже начала перестраиваться. Благодаря Златовой Вере Николаевне (заведующая детским садом «Золотой ключик») и старейшинам села (одна из них Тодорова Я. В. -Ба Яна) восстанавливались историческая память и народные традиции, появился интерес к истории Камчика, к культуре. Был активизирован музей (ранее был в школе) и открыт в здании старой конторы «Гулямата къща». Появился факультативный урок болгарского языка.
В 1992 г. священника Свято-Троицкой церкви села Зоря П. А. Стоянова сменил прибывший из с. Введенка священник Н. П. Костов. После того, как в 2019 году Саратская Свято-Покровская церковь УПЦ МП перешла в ПЦУ вместе с Благочинным округа священником В.Шиманом, Благочинным УПЦ МП по этому же округу назначен священник Н. П. Костов.
В 2000-х гг. на бюджет села обновлен центр села, освящена часовня, заштукатурена и покрашена Свято-Троицкая церковь. На новом кладбище на пожертвования сына репрессированного Георгиева В. А., Андрея, построена церковь- капличка.
В 2003 г. впервые издана историческая книга «Камчик», где авторы — Златов Илья Васильевич , Златова Вера Николаевна и Георгиев Федор Степанович, при финансовой поддержке бизнесмена Владова Ивана Дмитриевича.
  

В 2012 г. издана при спонсировании СВК «Дружба» книга «Камчик -Зоря», автор — Куртов Николай Андреевич.

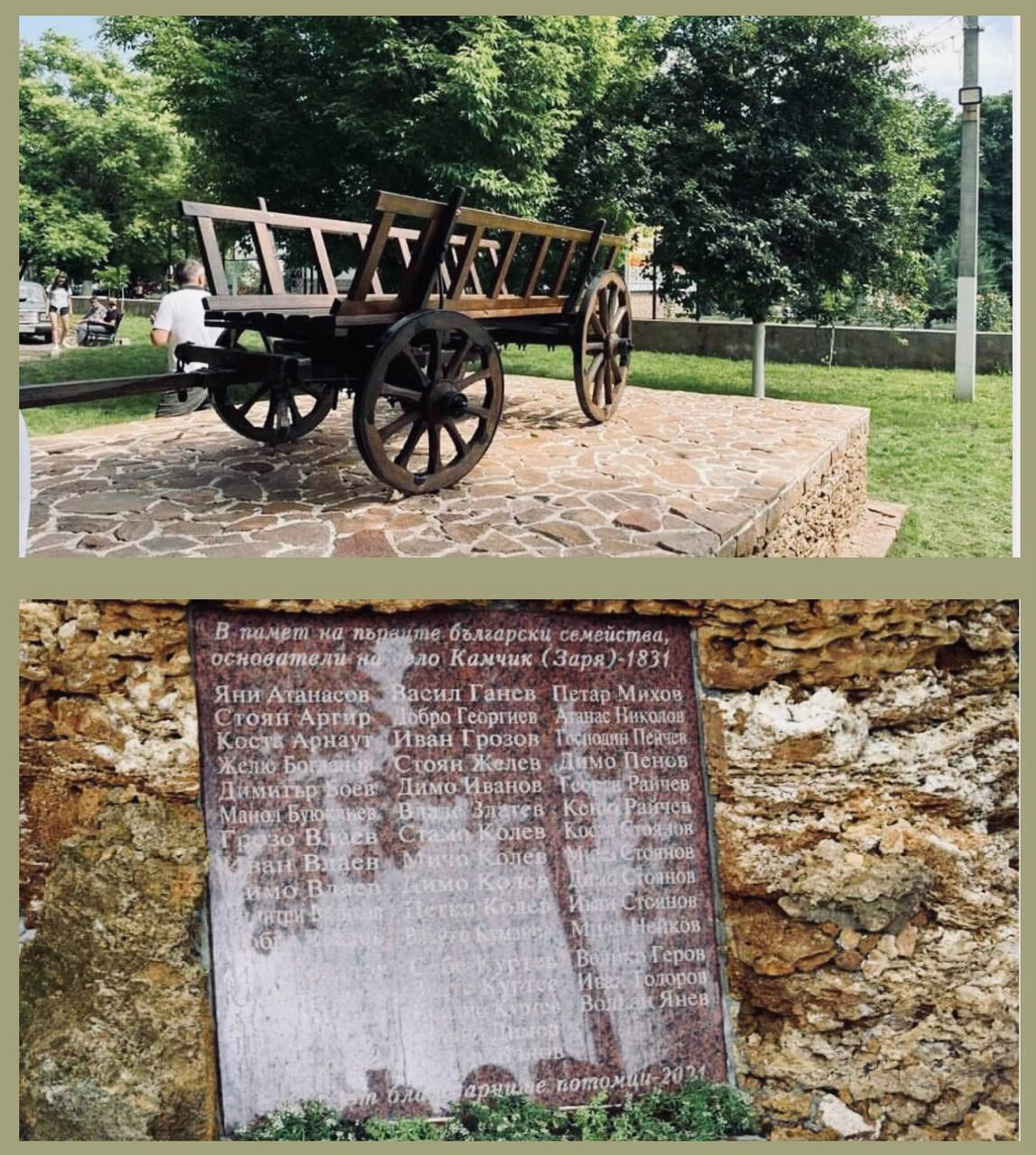
20.06.2021

Выпускники школы поступают в ВУЗы Болгарии (при поддержке МОН), впоследствии устраивая свою жизнь на родине их предков, особенно после начала полномасштабной войны с Россией.

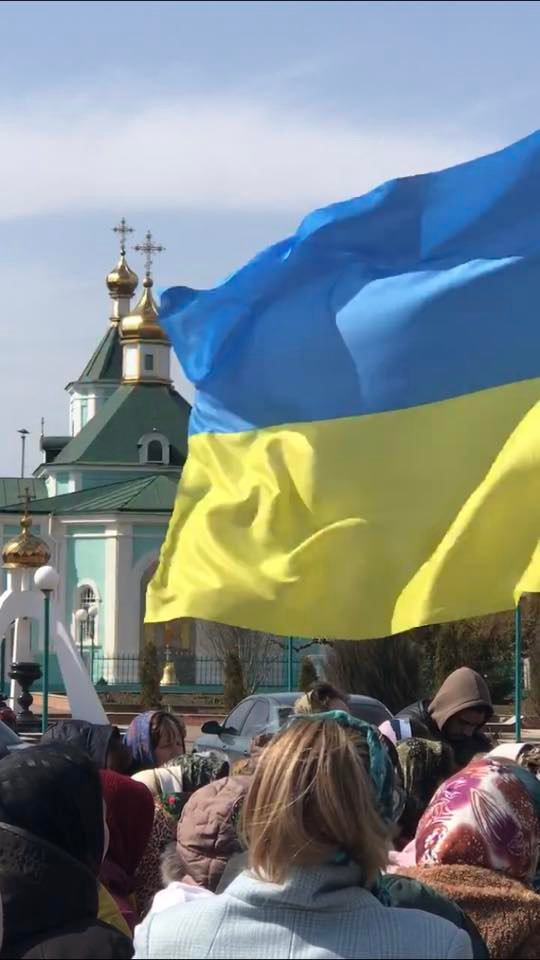
Украина, Камчик 20 марта 2022 г.

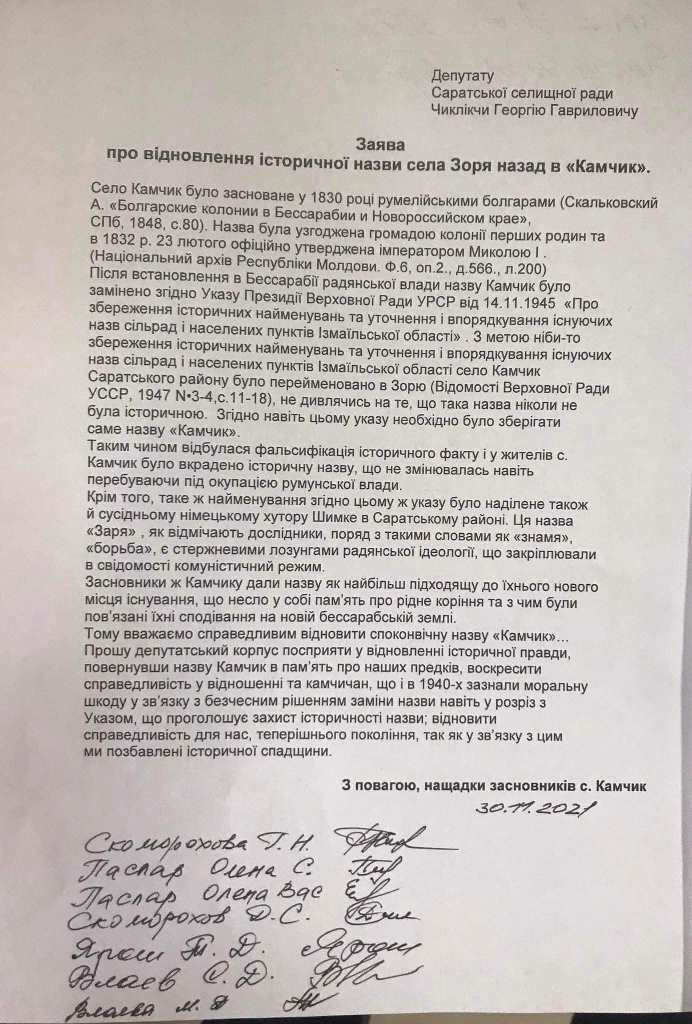
Первое заявление по вопросу восстановления родного названия Камчик 30.11.2021

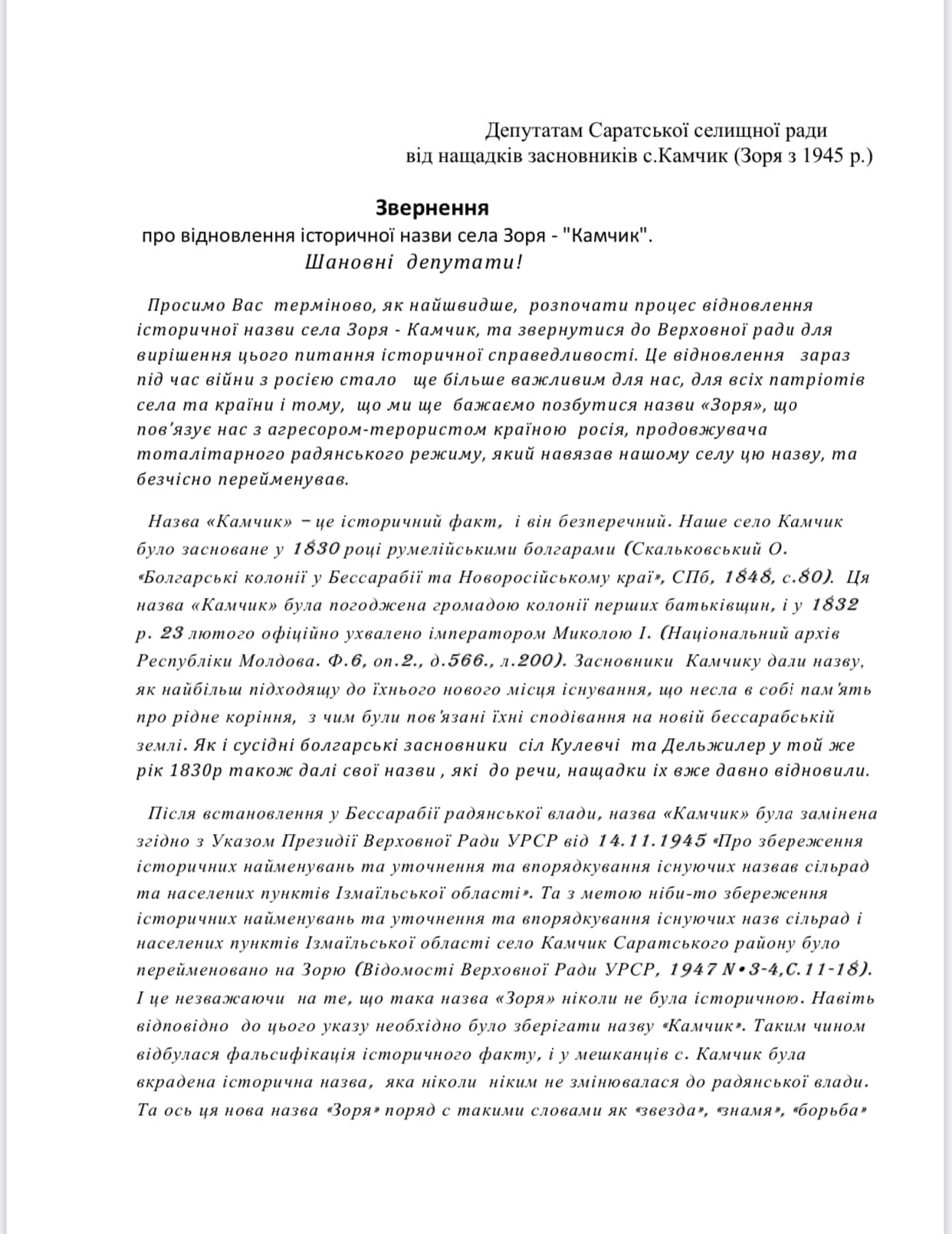
Обращения инициаторов по возвращению Камчик к депутатам и главе Саратской рады 2022-2023 л.1

После 24 февраля 2022 г. инициаторы вновь активизировали вопрос о восстановлении исторического названия Камчик. Многократные обращения с заявлениями на имя главы Саратской рады и депутатов ОТГ с просьбой начать процесс переименования советского названия Заря с восстановлением исторического родного Камчик саботировались  лично главой рады ( уроженкой Зари).

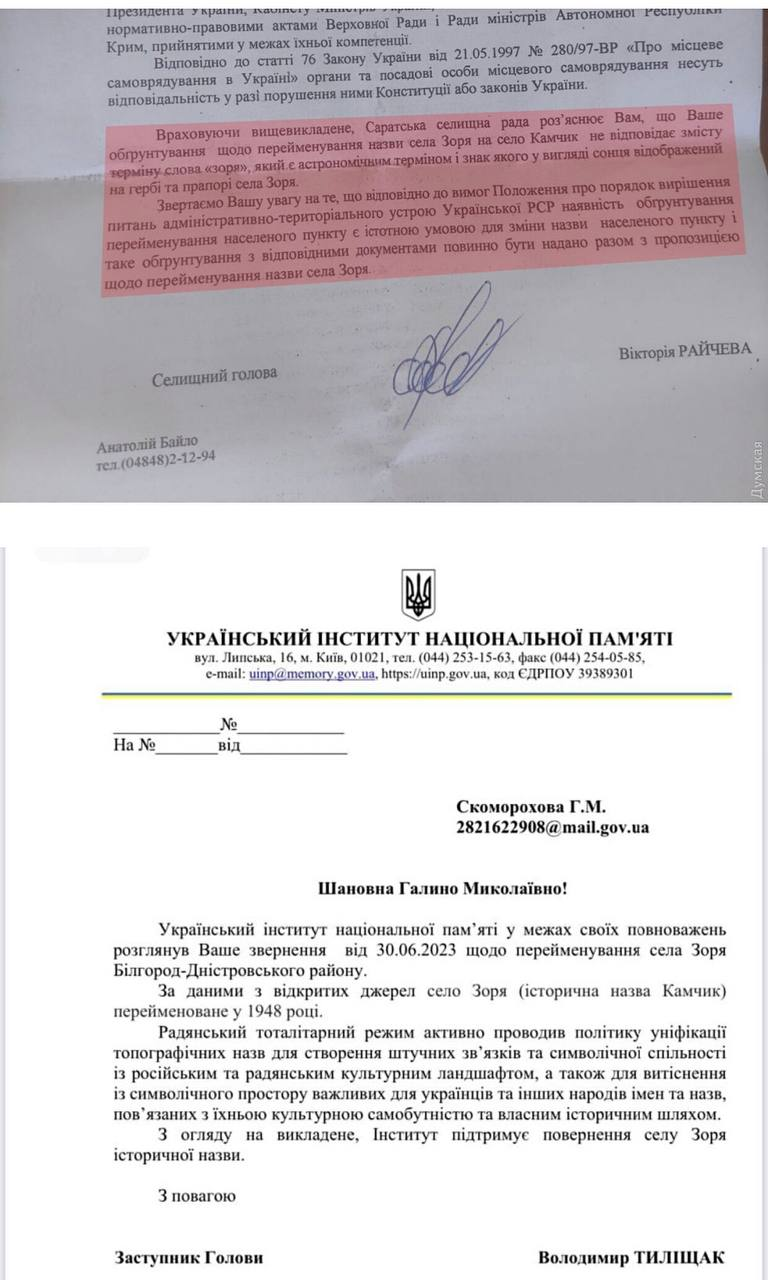
Возвращение Камчик спустя 79 лет https://dumskaya.net/news/zhiteli-yuga-odesskoy-oblasti-pytayutsya-vernut-178417/ua/

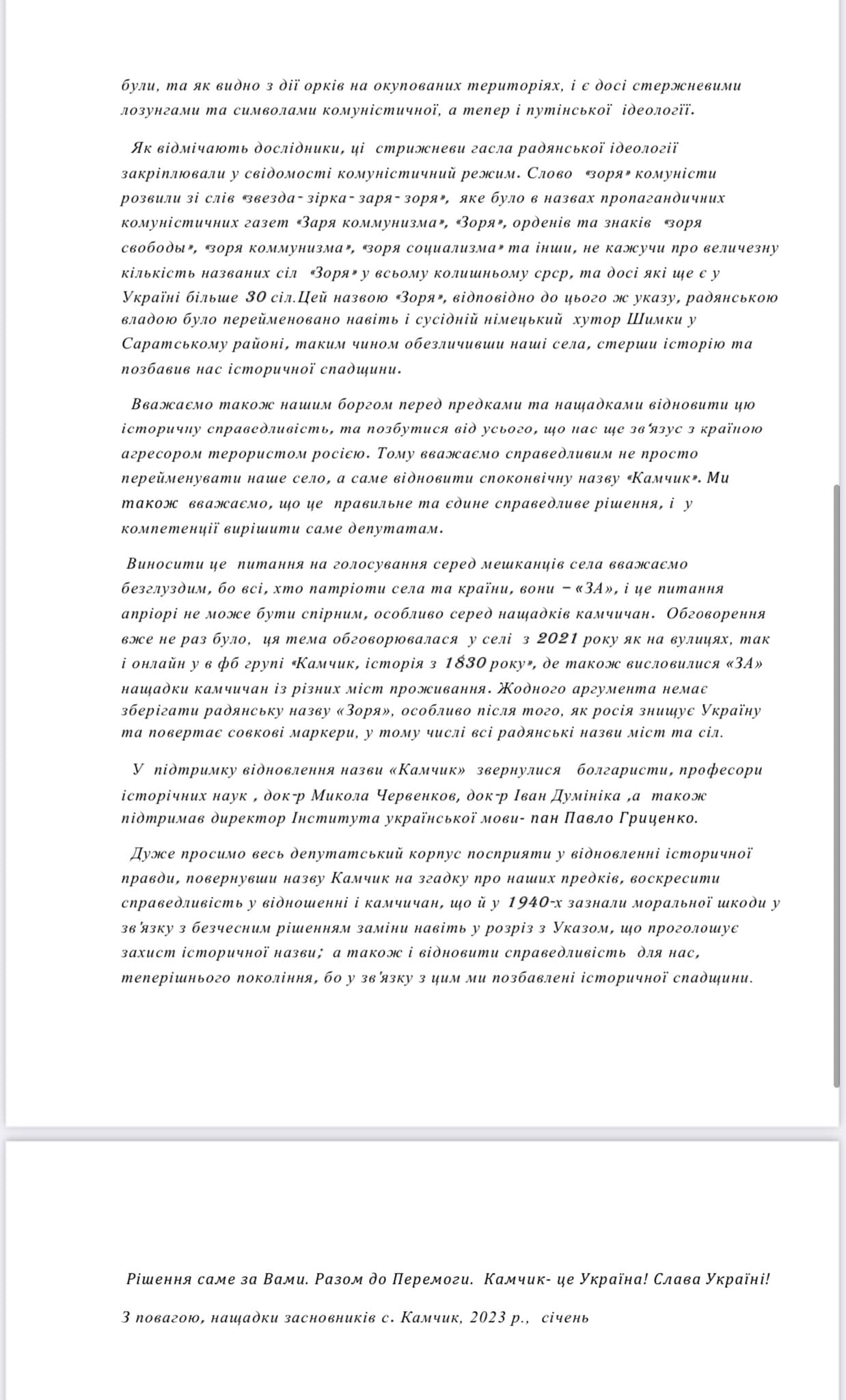
Обращение по возвращению Камчик к депутам Саратской отг 2022-2023 л.2

В 2022 г. в марте , кроме заявления про переименование села Заря на Камчик , местным органам власти инициаторами было подано заявление на переименование советских пропагандистских названий улиц 28 июня (укр.28червня), первомайская (першотравнева), и рекомендован демонтаж памятника советскому оккупанту-палачу в центре села (так называемому «советскому неизвестному освободителю», который был открыт в 1970- х как продолжение советской пропаганды, мифов СССР как об русских освободителях красной армии всех братьев «порабощенных»).

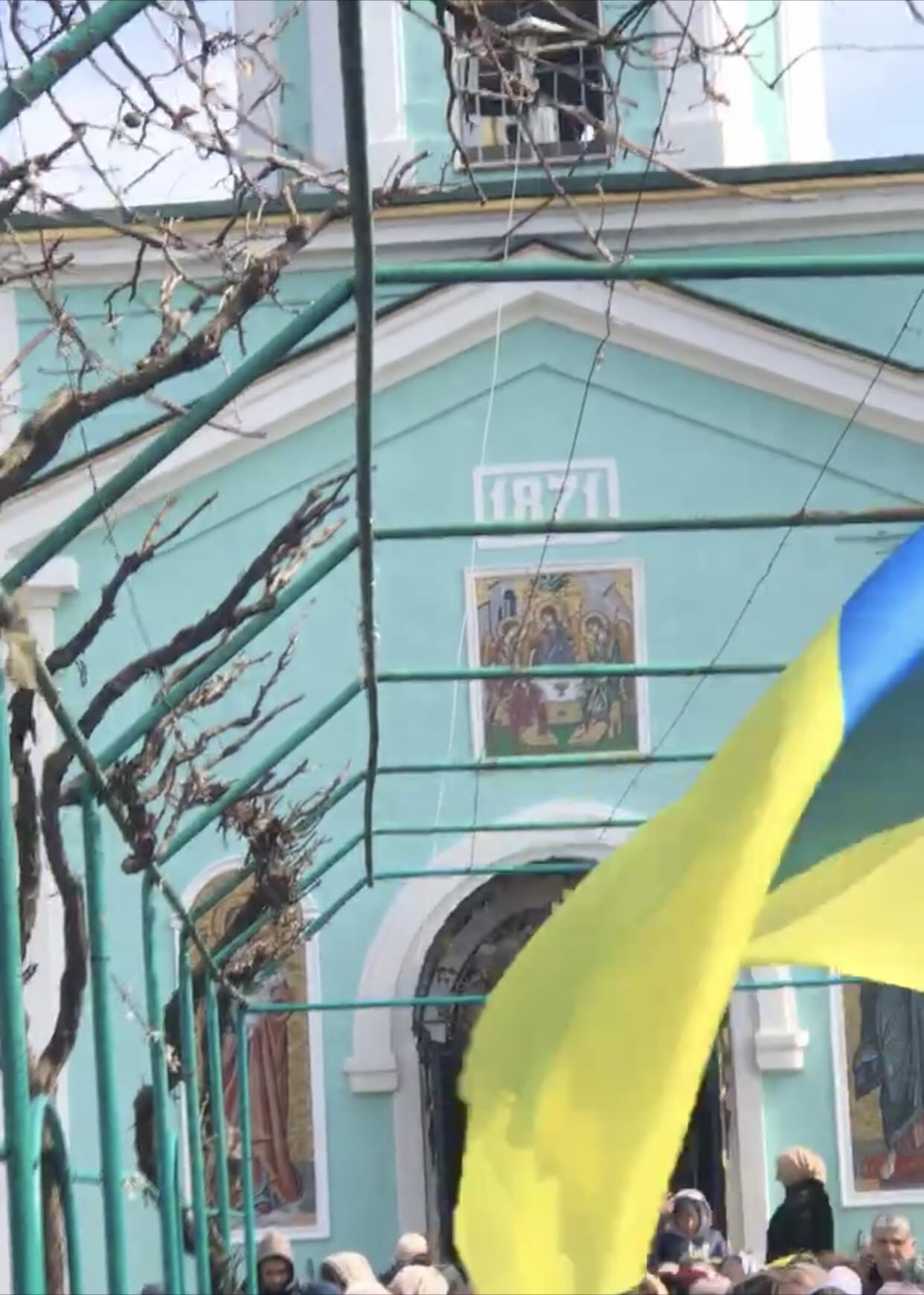
Свято- Троїцька церква с.Камчик 20.03.2022

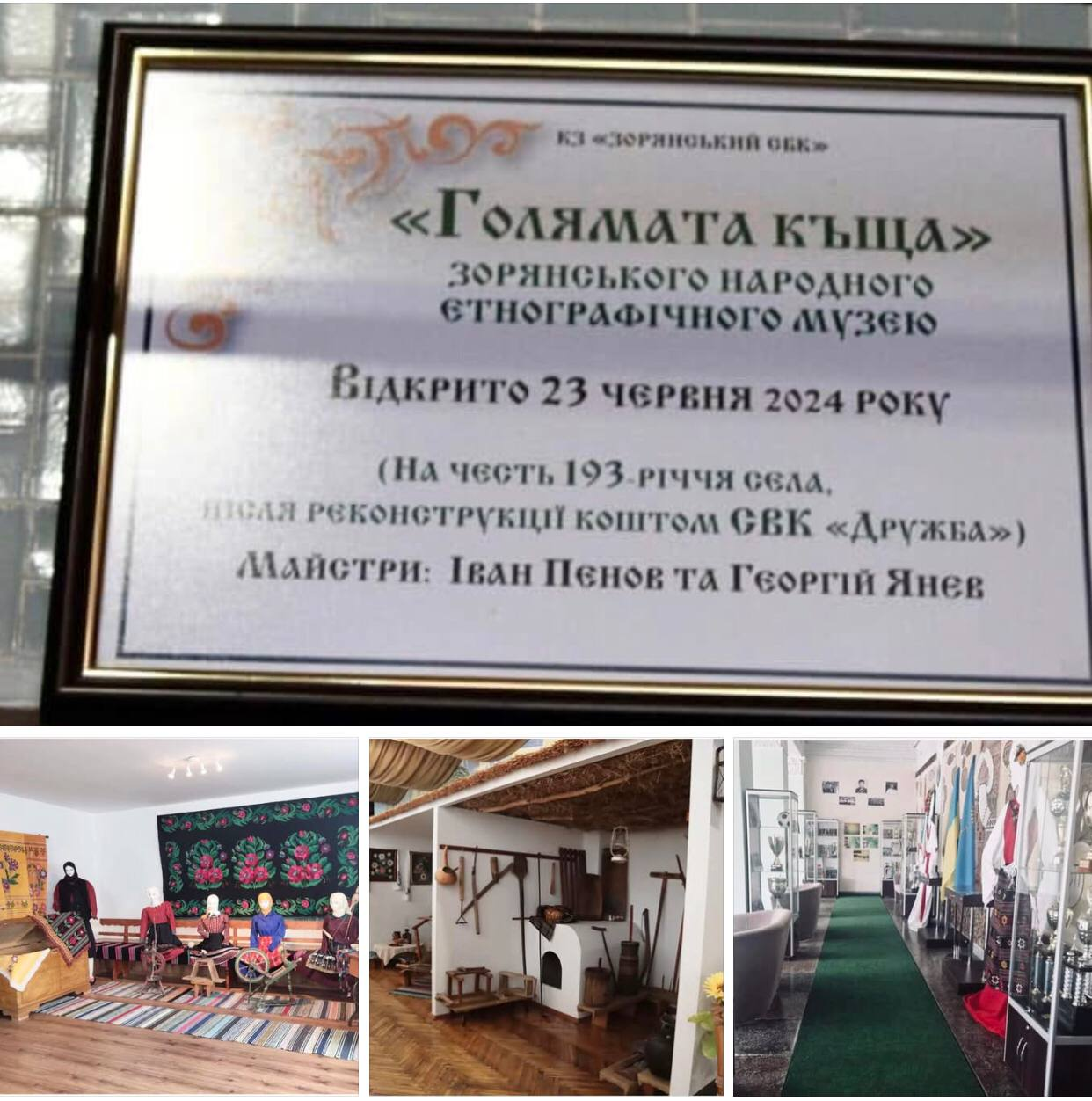
23.06.2024

Зарянская власть всячески противилась декоммунизации/деколонизации/деруссификации Зори, восстановлению исторического родного названия Камчик, переименованию улиц, демонтажу пропагандистского о памятника и табличек на языке агрессора.
После вступления в силу Закона Украины о запрете религиозных организаций с центром в стране агрессора России, в том числе УПЦ МП, по закону отведено несколько месяцев на то, чтобы все религиозные организации, также и религиозная организация Свято-Троицкой церкви Камчика юридически привела документы в соответствии с Законами Украины и вышла из-под влияния церкви агрессора.
Инициаторы возращения исторического родного названия Камчик, после того как местная власть саботировала все их заявления  и не выполнен властью сам Закон о деколонизации по переименованию села, обратились с заявлением к депутатам ВР Украины. 
Украинский институт национальной памяти поддержал восстановление исторического названия Камчик и вынес экспертное заключение относительно советского названия Зоря.

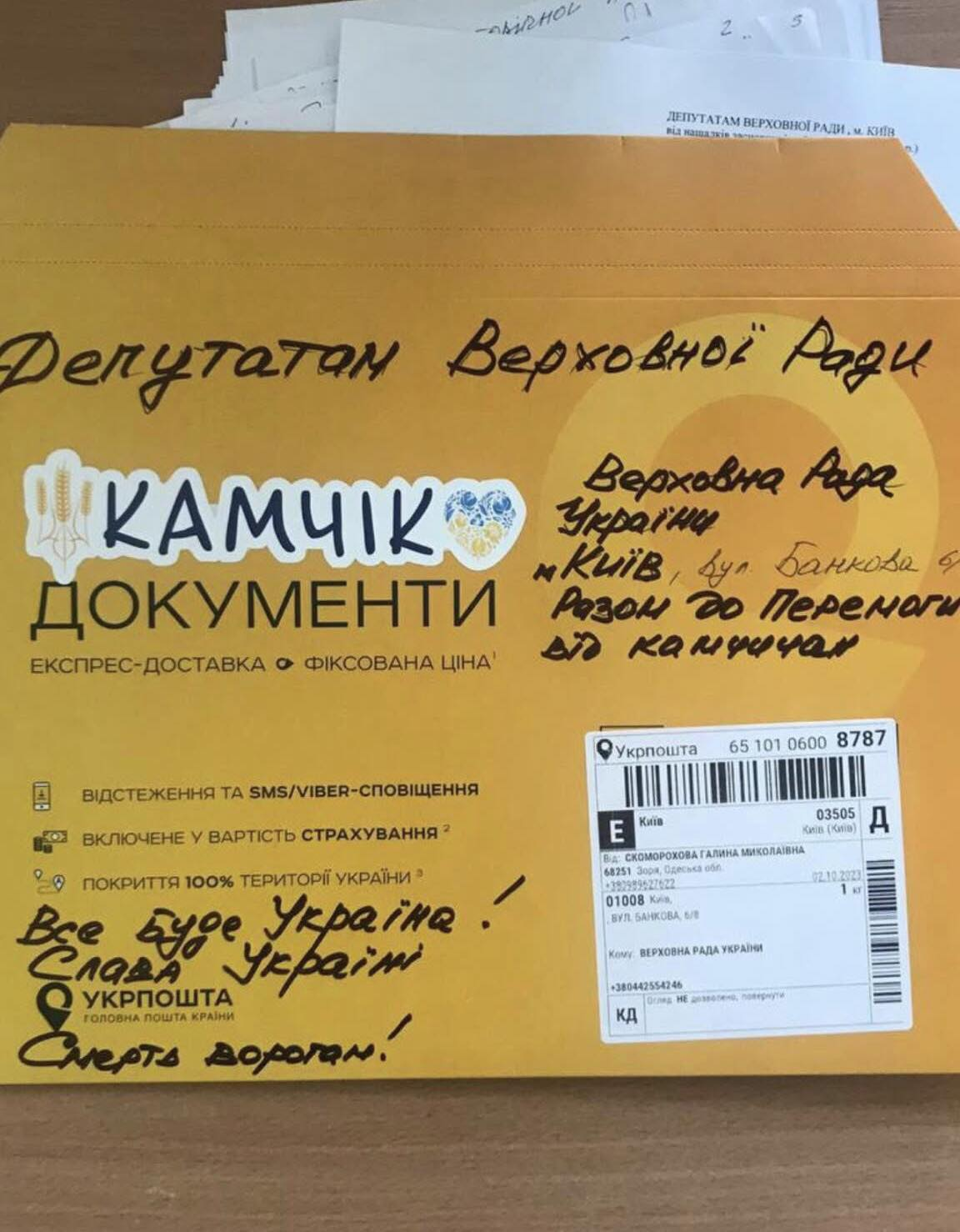
Обращение потомков основателей села к депутатам ВР Украины с просьбой вернуть по Законам Украины историческое родное название села Камчик.

20 марта 2024 года Комитет Верховной Рады Украины также поддержал восстановление исторического названия Камчик, декоммунизировав советское название Зоря (символ коммунизма, как начало нового колхозного села Заря).
26 июля 2024 г. Одесская областная военная администрация распоряжением переименовала улицы села 28 июня и первомайская. На честь Гетьмана Украины Ивана Виговського названа бывшая улица 28 июня/28червня, а ул. первомайская/першотравнева переименована на честь погибшего в 2022 г. на фронте камчикского жителя, воина ЗСУ — Павла Така, 1991 г.р..
19 сентября Верховная Рада Украины восстановила историческое название КАМЧИК. 26 сентября постановление ВР вступило в силу. 
18 октября 2024 г. в соответствии с Законом и Постановлением ВР Украины на сессии Саратской сел рады депутаты громады решением привели название зорянского старостинского округа , и утвердили Камчицкий старостинский округ с. Камчик.
22 ноября 2024 г. в соответствии с Законом и Постановлением ВР Украины на сессии Саратской селищной рады депутаты громады переименовали названия зорянского лицея и садиков на Камчицкий лицей и Камчицкий садик (№ 1на ул. Ивана Виговського , № 2 на вул. Троицкая.

17 декабря 2024 г. в соответствии с Законом и Постановлением ВР Украины на сессии Саратской селищной рады депутаты громады переименовали зорянский дом культури на Камчицкий ДК.

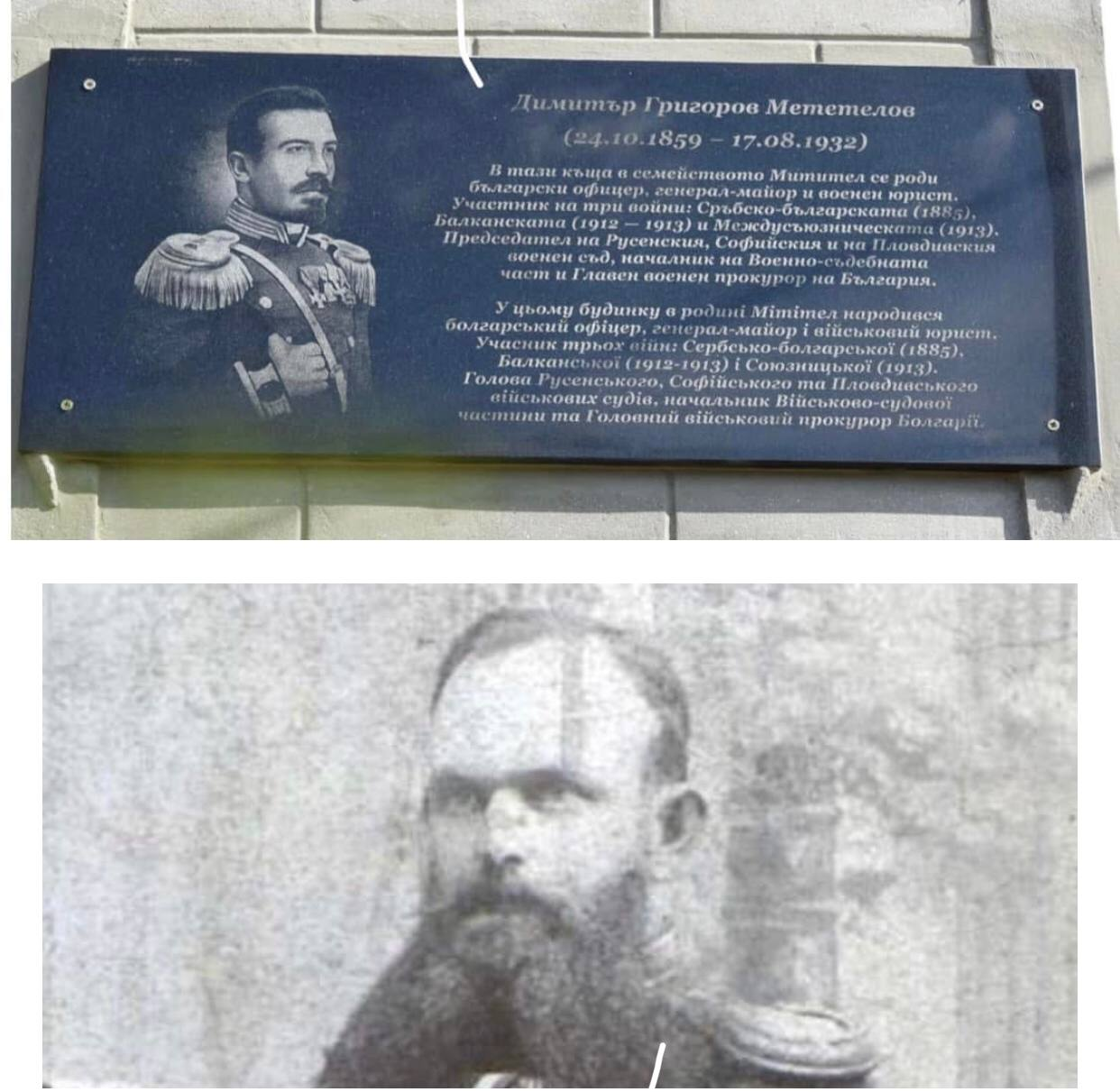
Мететелов Димитар 1858-1932

04 июля 2023 г. зорянская власть презентовала книгу про Димитра Мететелова - уроженца с.Камчик , 1858 г.р., генерала , военного прокурора Болгарии. 
24 октября 2023 г. зорянская власть открыла памятную доску генералу Димитару Мететелову.   
23 июня 2024 г. зорянская власть торжественно открыла отремонтированную комнату в зорянском народном музее "Голямата къща". 
30 января 2025 г. в сельском музее в ДК торжественно открыт портрет генералу Димитару Мететелову. 

## Хозяйство
На территории села после развала колхоза «Дружба», в хозяйстве СВК «Дружба» под руководством Чикликчи Г. Г. закреплено было 8,6 тыс. га сельскохозяйственных угодий, в том числе 6,9 тыс. га пахотной земли. Производственное направление хозяйства — животноводство (специализация — откорм свиней): развито было также виноградарство. Имелись также ремонтные мастерские, черепичная и столярная мастерские, своя пекарня и колбасный цех.

## Демография
Население по переписи 2001 года составляло 5528 человек.

## Местный совет
68251 Камчицький старостинский округ, с. Камчик, ул. Троицкая 159, Одесская обл., Саратская громада , Белгород-Днестровский р-н.

## Уроженцы
- Така Павел Иванович[19][20](1991- 2023) — воин ЗСУ, защитник Украины.
- Грозов, Сергей Александрович (р. 1960) — советский и украинский футболист, нападающий, полузащитник.
- Златова, Валерия Васильевна (р. 1983) — украинская борец вольного стиля.
- Червоненко Анатолий Анатольевич (р.1995) — украинский мастер спорта вольной борьбы.
- Тропанец Борис Яковлевич (1964 г.р.) — известный советский футболист и молдавский тренер.